# 24. September
Der 24. September ist der 267. Tag des gregorianischen Kalenders (der 268. in Schaltjahren), somit bleiben 98 Tage bis zum Jahresende.
Der 24. September ist neben dem 22. und dem 23. September ein möglicher Tag für den Beginn des astronomischen Herbstes und des Herbstäquinoktiums (Tagundnachtgleiche).

## Ereignisse

### Politik und Weltgeschehen
- 1555: In der zunächst geheimgehaltenen Declaratio Ferdinandea macht König Ferdinand I. den protestantischen Reichsständen auf dem Reichstag von Augsburg Zugeständnisse im Streit um den „Geistlichen Vorbehalt“.
- 1689: Kaiserliche Truppen nehmen im Großen Türkenkrieg die zum Osmanischen Reich gehörige Stadt Niš ein.
- 1706: Während des Großen Nordischen Krieges wird der Altranstädter Friede zwischen Sachsen unter August II. und Schweden unter Karl XII. unterzeichnet. August verzichtet auf die Krone Polens.
- 1841: Der Sultan von Brunei, Omar Ali Saifuddin II., ernennt den Briten James Brooke zum Raja und überträgt ihm die Verwaltung von Sarawak auf der Insel Borneo. Brooke hat zuvor einen Aufstand der indigenen Bidayuh durch Demonstration der Feuerkraft seines Schiffes unblutig beendet.
- 1853: Frankreich nimmt die pazifische Inselgruppe Neukaledonien in Besitz.
- 1857: Das Stuttgarter Zwei-Kaiser-Treffen beginnt.

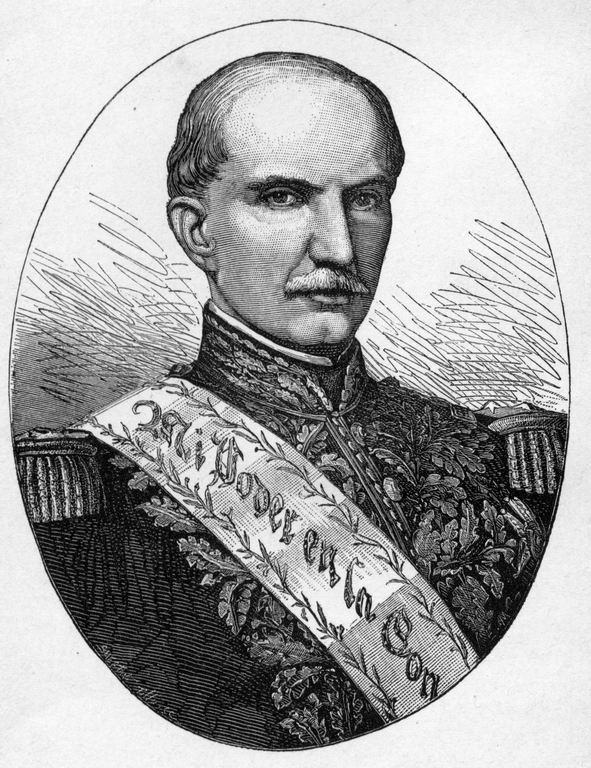
1860: Gabriel García Moreno

- 1860: Aufständische Truppen unter Gabriel García Moreno und Juan José Flores nehmen die ecuadorianische Provinzhauptstadt Guayaquil ein. Mit der Flucht von Präsident Guillermo Franco nach Peru endet die Nationale Krise. Moreno errichtet in der Folge ein autoritär-klerikales Regime.
- 1877: Mit der Niederlage in der Schlacht von Shiroyama gegenüber herangeführten Regierungstruppen endet die Satsuma-Rebellion der Samurai in Japan.
- 1914: Im Ersten Weltkrieg beginnt die Belagerung von Przemyśl durch die zaristische Armee. Die von Österreich-Ungarn gehaltene Festung kapituliert nach fast sechs Monaten vor den Angreifern.
- 1929: Die sowjetische Regierung verfügt per Dekret die Einführung der 5-Tage-Woche ab dem 1. Oktober. Im revolutionären Kalendersystem folgt auf vier Arbeitstage ein Ruhetag, Samstag und Sonntag werden abgeschafft. Mit dieser Maßnahme soll vor allem die Produktivität gesteigert werden.
- 1964: Willi Stoph wird für den verstorbenen Otto Grotewohl Vorsitzender des Ministerrats und stellvertretender Vorsitzender des Staatsrats in der DDR.
- 1969: In Chicago beginnt der Prozess gegen die Chicago Eight, die gegen den Vietnamkrieg demonstriert haben.

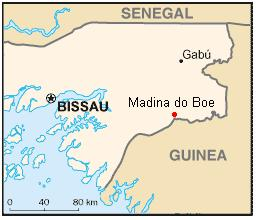
1973: Madina do Boé in Guinea-Bissau

- 1973: Guinea-Bissau erklärt seine Unabhängigkeit von Portugal. Provisorische Hauptstadt wird Madina do Boé.
- 1977: Bei einer Großdemonstration gegen das Kernkraftwerk Kalkar in Nordrhein-Westfalen gehen rund 40.000 Menschen auf die Straße. Das Polizeiaufgebot hierzu gilt als das größte in der Geschichte der Bundesrepublik Deutschland.
- 1978: In einer Volksabstimmung im Schweizer Kanton Bern entscheiden sich über 80 Prozent für die Schaffung eines neuen Kantons Jura.
- 1990: Die Nationale Volksarmee der DDR wird aus dem Warschauer Pakt im Hinblick auf die deutsche Vereinigung herausgelöst. Rainer Eppelmann als Minister für Abrüstung und Verteidigung der DDR und der Oberkommandierende im Warschauer Pakt, der sowjetische Armeegeneral Pjotr G. Luschew, unterschreiben in Ost-Berlin ein Protokoll zum Verlassen der militärischen Organisation des Bündnisses.

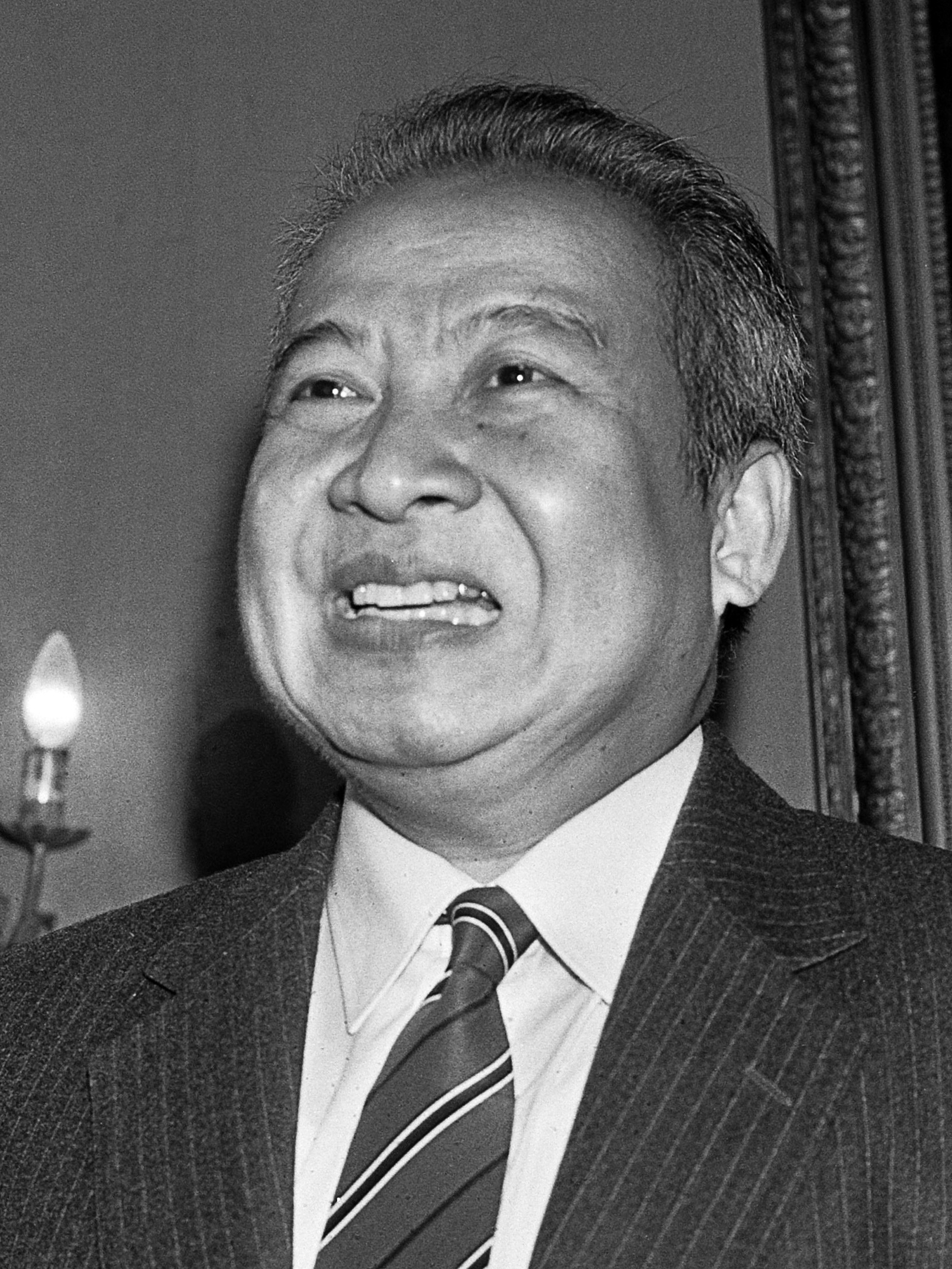
1993: Norodom Sihanouk

- 1993: Kambodscha verkündet eine neue Verfassung als Königreich. Erster König wird Prinz Norodom Sihanouk.
- 1995: In Taba auf der Sinaihalbinsel wird das Interimsabkommen über das Westjordanland und den Gazastreifen zwischen Israel und der PLO unterzeichnet.
- 2002: In Bahrain wird ein Gesetz zur Gründung von freien Gewerkschaften erlassen.
- 2002: Angela Merkel wird Fraktionsvorsitzende der CDU/CSU.
- 2005: Die Polizei in Pittsburgh setzt zum Zerstreuen von Demonstranten gegen den stattfindenden G20-Gipfel erstmals in den Vereinigten Staaten die Schallwaffe LRAD gegen Zivilisten ein.
- 2017: Bei der 19. Wahl zum Deutschen Bundestag gelangt erstmals die Alternative für Deutschland (AfD) in den Deutschen Bundestag.

### Wirtschaft
- 1724: Die Pariser Börse wird gegründet.
- 1822: In Rotterdam wird die Reederei Van Vollenhoven, Dutilh & Co. gegründet. Mit ihr beginnt der regelmäßige Verkehr von Dampfschiffen in der Geschichte der Personenschifffahrt auf dem Rhein.
- 1828: In Kassel wird der Mitteldeutsche Handelsverein gegründet.
- 1869: Der erste Schwarze Freitag an der Wall Street ist ein durch Goldspekulationen hervorgerufener Börsenkrach. Versuche der Spekulanten James Fisk und Jay Gould, den Goldpreis unter ihre Kontrolle zu bringen, führen zum Zusammenbruch des Handels an der New York Stock Exchange.
- 1946: Zwei Piloten gründen in Hongkong die Fluggesellschaft Cathay Pacific.
- 1948: Das Unternehmen Honda wird gegründet.
- 2003: Das litauische Kabinett beschließt den Verkauf der Anteile an der russischen Gazprom.
- 2003: Das Europäische Parlament empfiehlt durch großen öffentlichen Druck eine Abänderung der bisherigen Richtlinie zur Einführung von Softwarepatenten in der EU.

### Wissenschaft und Technik
- 1789: Der deutsche Chemiker Martin Heinrich Klaproth gibt vor der Königlich-Preußischen Akademie der Wissenschaften die Entdeckung des Elements Uran bekannt.
- 1831: Mit der Lokomotive DeWitt Clinton, die als erste in den USA einen fahrplanmäßigen Personenverkehr bedient, wird im Staat New York das amerikanische Eisenbahnzeitalter endgültig eingeläutet.
- 1852: Das erste Luftschiff, gebaut von Henri Giffard, fährt mit Dampfkraft von Paris nach Trappes.
- 1955: Mit der Eröffnung der Moosersperre und der Drosensperre wird der Bau des Kraftwerks Kaprun abgeschlossen.
- 1960: Die Enterprise, der erste atomgetriebene Flugzeugträger, wird vom Stapel gelassen.
- 1968: An der Universität Sapporo wird die erste endoskopische Kamera präsentiert, die über Glasfaserbündel Bilder aus dem schlagenden Herzen übertragen kann.

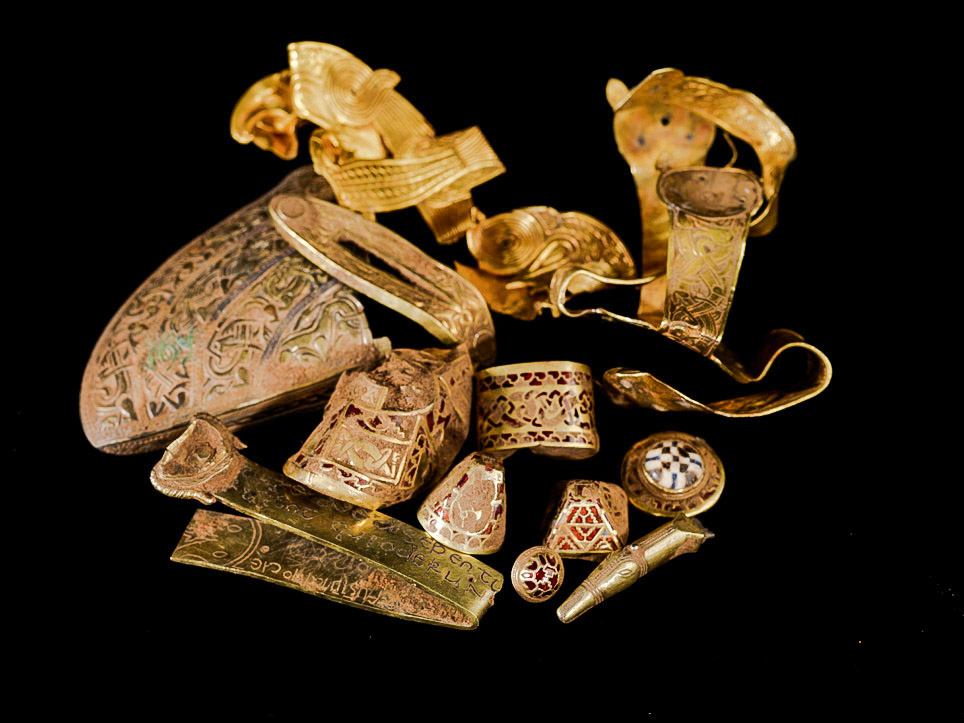
2009: Teile des Schatzes

- 2009: Der vom Sondengänger Terry Herbert in Staffordshire in der Nähe von Lichfield entdeckte Hortfund wird von den britischen Behörden zum Schatz erklärt. Der Schatz von Staffordshire ist der bisher größte ans Tageslicht gekommene Fund aus angelsächsischer Zeit.
- 2011: UARS trat in die Erdatmosphäre ein.

### Kultur

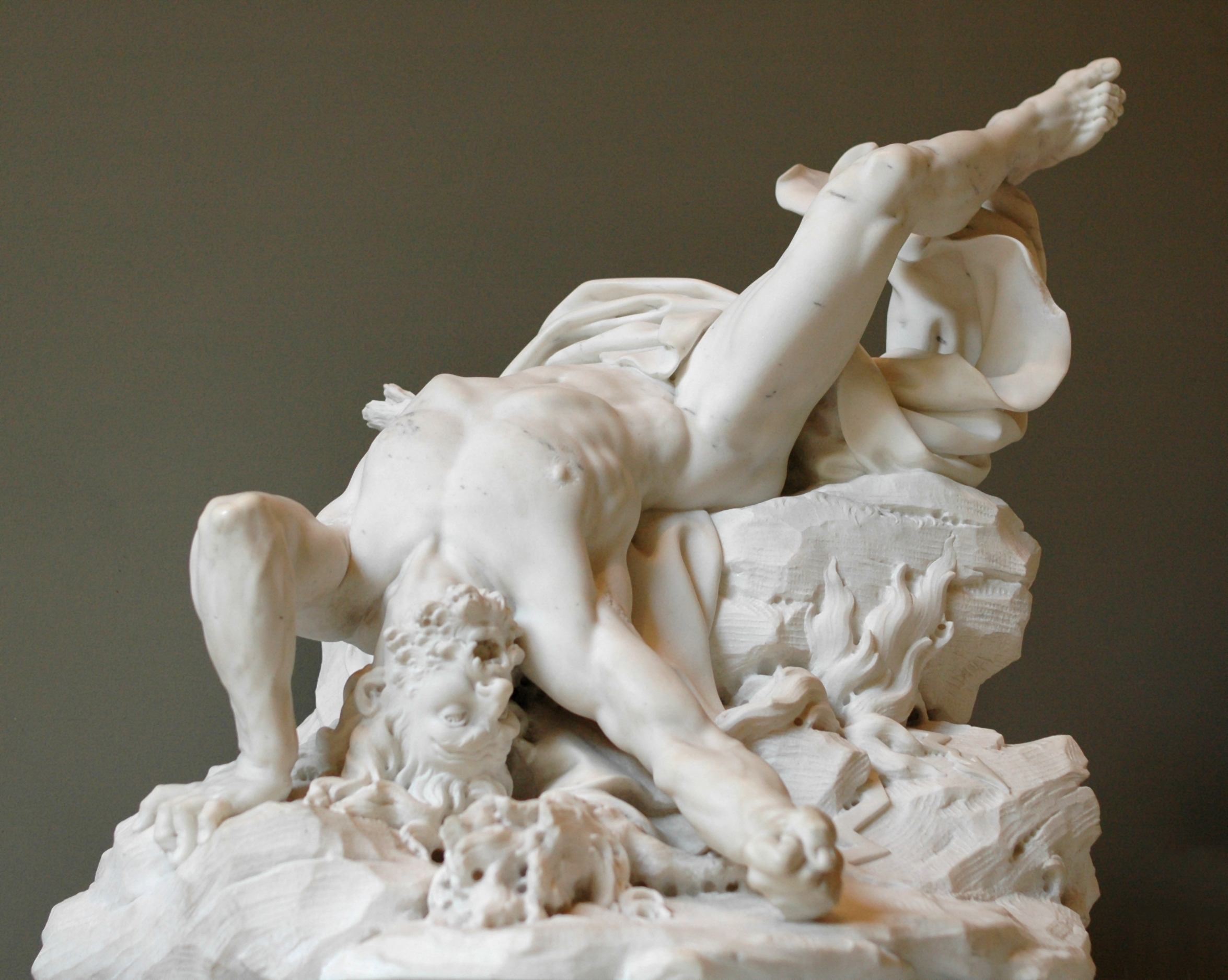
1712: Titan foudroyé

- 1712: Der Bildhauer François Dumont wird mit seiner Aufnahmearbeit Titan foudroyé – Der vom Blitz zerschmetterte Titan in den Kreis der Académie Royale aufgenommen.
- 1728: Die Uraufführung der Oper The Quaker's Opera von Henry Carey findet in London statt.
- 1838: Die Uraufführung der Operette Die Verjüngerungs-Essenz von Conradin Kreutzer findet am Theater am Kärntnertor in Wien statt.
- 1858: Die Uraufführung der Oper Flis (Der Flößer) von Stanisław Moniuszko findet in Warschau statt.
- 1903: Das von William Randolph Hearst gestiftete und im Stil eines griechischen Amphitheaters erbaute William Randolph Hearst Greek Theatre an der University of California, Berkeley, wird mit einer studentischen Aufführung von Aristophanes’ Die Vögel offiziell eröffnet.
- 1906: Die expressionistische Künstlergruppe Brücke veranstaltet ihre erste Ausstellung in Dresden. Sie findet beim heimischen Publikum wenig Anklang.

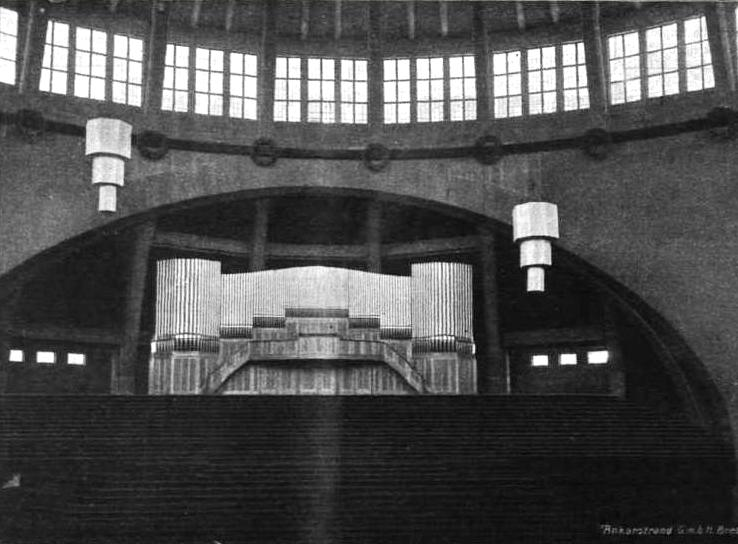
1913: Die Orgel der Jahrhunderthalle in Breslau

- 1913: Mit der Uraufführung des Werks Introduktion, Passacaglia und Fuge für Orgel in e-moll op. 127 von Max Reger, gespielt von Karl Straube, wird die Orgel der Jahrhunderthalle, die zu diesem Zeitpunkt größte Orgel der Welt, eingeweiht.
- 1937: Ödön von Horváths Lustspiel Ein Dorf ohne Männer wird in Prag uraufgeführt.
- 1940: In Berlin kommt in 66 Kinos der antisemitische Propagandaspielfilm Jud Süß des Regisseurs Veit Harlan zur Erstaufführung.
- 1944: Die Uraufführung der Dachau-Messe von Pater Gregor Schwake findet im „Pfarrerblock“ des KZ Dachau statt.
- 1957: Die Uraufführung des Tanzdramas Maratona von Hans Werner Henze findet in Berlin statt.
- 1959: Günter Grass veröffentlicht seinen Roman Die Blechtrommel.

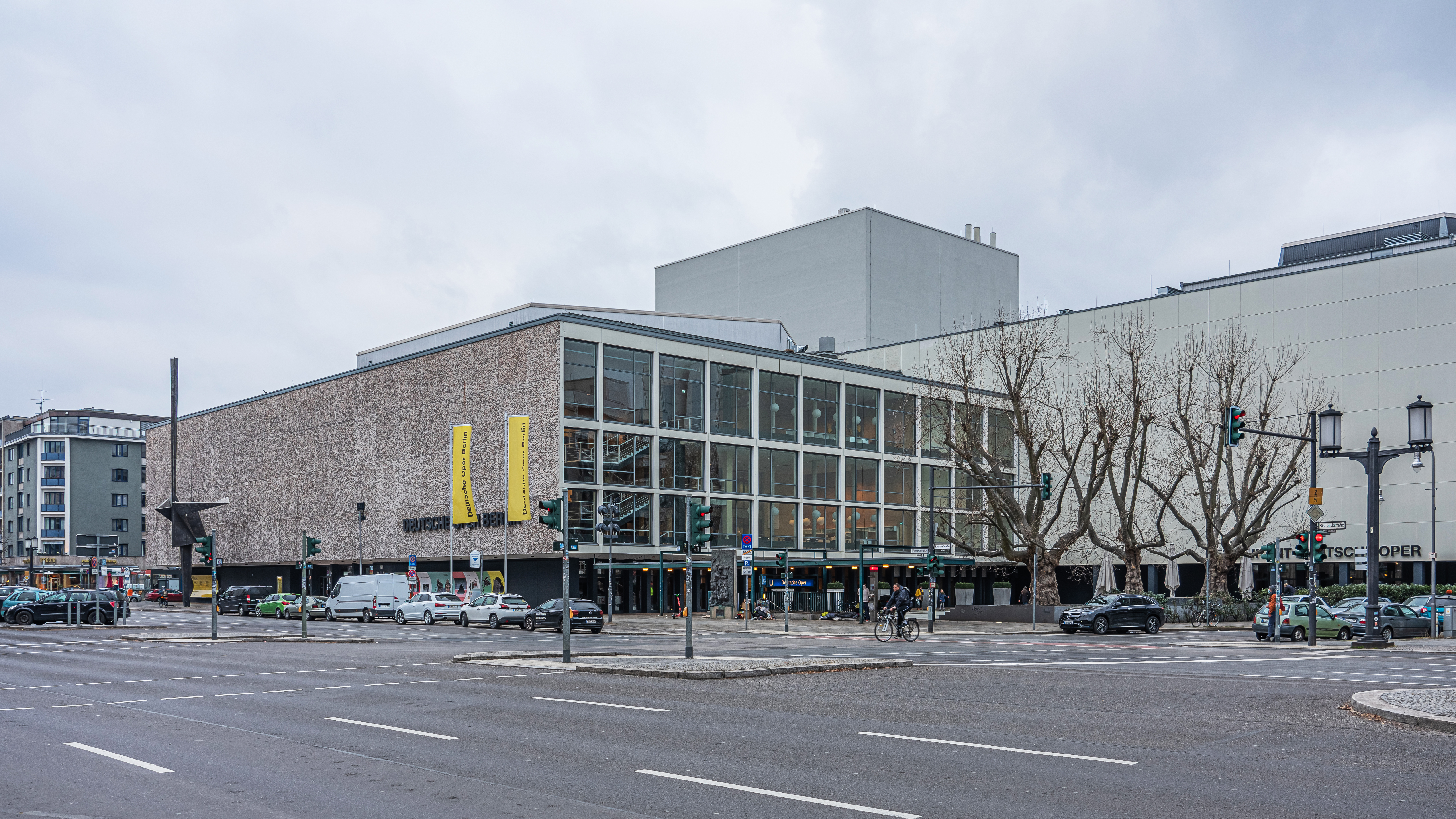
1961: Deutsche Oper

- 1961: Die Deutsche Oper Berlin wird mit einer Aufführung von Mozarts Don Giovanni unter Leitung von Ferenc Fricsay eröffnet.
- 1969: Das Concerto for Group and Orchestra wird erstmals von Deep Purple mit dem Royal Philharmonic Orchestra unter der Leitung von Malcolm Arnold in der Royal Albert Hall in London aufgeführt.
- 1983: Im Theater an der Wien in Wien findet unter der Leitung von Peter Weck die deutschsprachige Erstaufführung des Musicals Cats von Andrew Lloyd Webber statt.
- 1991: Das Album Nevermind von Nirvana erscheint in den USA und wird ein Meilenstein der Musikgeschichte.

### Gesellschaft
- 1957: Vom US-Präsidenten Dwight D. Eisenhower entsandte Soldaten der 101. US-Luftlandedivision ermöglichen drei Jahre nach offizieller Aufhebung der Rassentrennung in amerikanischen Schulen, neun afro-amerikanischen Schülern, den Little Rock Nine im Bundesstaat Arkansas den Besuch der Central High School in Little Rock.
- 1964: Das zweite Passierscheinabkommen wird zwischen BRD und DDR geschlossen.
- 2003: Im deutschen „Kopftuchstreit“ ergeht das Urteil des Bundesverfassungsgerichts, das der Beschwerdeführerin Fereshta Ludin Recht gibt, ihr sei der Zugang zu einem öffentlichen Amt in verfassungsrechtlich nicht tragfähiger Weise verwehrt worden.

### Religion
- 0622: Der Prophet Mohammed kommt in Medina an und schließt damit seine Hidschra ab.
- 0787: Das Zweite Konzil von Nicäa tritt zusammen und berät über den herrschenden Bilderstreit.
- 1889: In Utrecht schließen sich die Altkatholischen Kirchen der Niederlande und Deutschlands sowie die christkatholische Kirche der Schweiz zur Utrechter Union der Altkatholischen Kirchen zusammen. Die Altkatholische Kirche in Österreich folgt bald darauf.
- 1890: Präsident Wilford Woodruff gibt in seiner Amtlichen Erklärung Nr. 1 bekannt, dass die Mitglieder der Kirche Jesu Christi der Heiligen der Letzten Tage keine Mehrfachehe mehr praktizieren dürfen.
- 1912: Der von den deutschen Bischöfen im Gewerkschaftsstreit angerufene Papst Pius X. plädiert in der Enzyklika Singulari quadam dafür, die Mitgliedschaft katholischer Arbeiter in interkonfessionellen Gewerkschaften zu dulden.

### Katastrophen

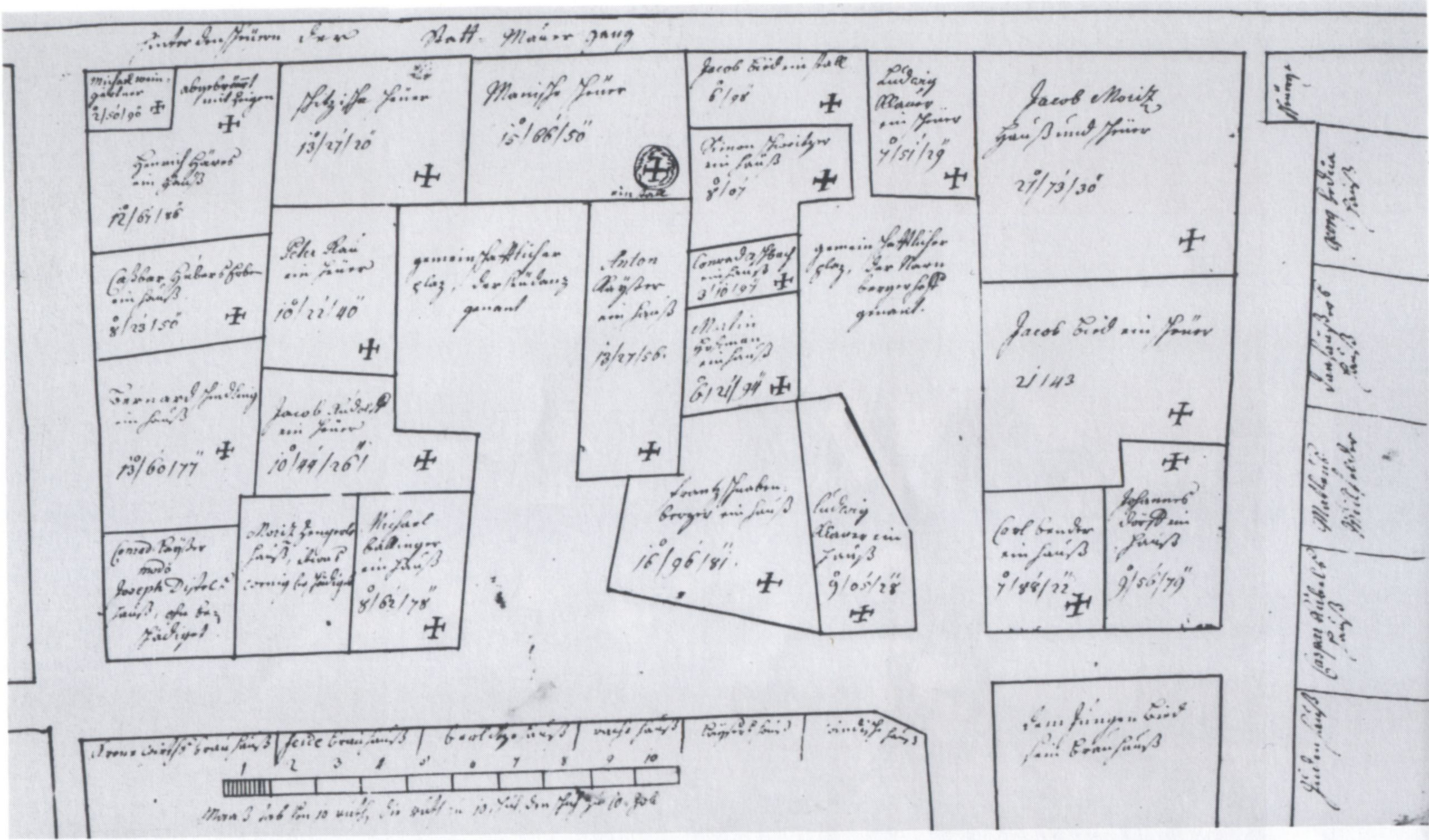
1778: Brandschadensaufnahme in der Höchster Altstadt

- 1778: Beim zweiten Höchster Stadtbrand wird die Altstadt der Stadt Höchst am Main neuerlich schwer beschädigt. Der Sachschaden beläuft sich auf 26.712 Gulden nach damaliger Währung.
- 2005: Hurrikan Rita trifft an der Grenze zwischen Texas und Louisiana mit einer sechs Meter hohen Flutwelle auf Land und verursacht Schäden in Milliardenhöhe. Über 100 Menschen kommen ums Leben.

Kleinere Unglücksfälle sind in den Unterartikeln von Katastrophe und in der Liste von Katastrophen aufgeführt.

### Natur und Umwelt

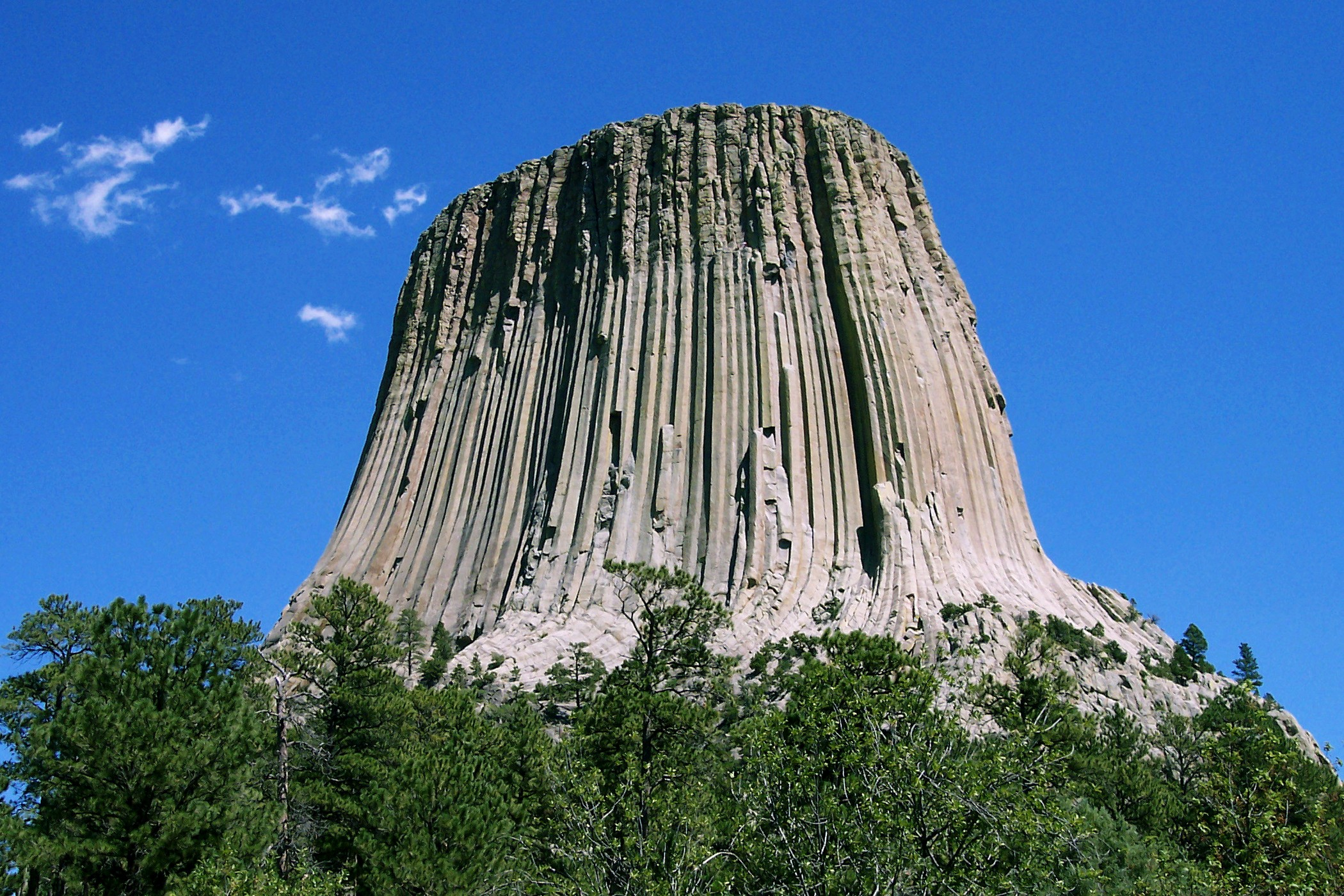
1906: Devils Tower

- 1906: Der Nationalpark Devils Tower National Monument wird als erstes National Monument der USA gegründet.
- 1980: Der Nationalpark Jaú wird in Brasilien gegründet. Der größte Nationalpark des Landes liegt nordwestlich von Manaus im Amazonasbecken.

### Sport
- 1938: Der US-Amerikaner Don Budge gewinnt als erster Tennisspieler den sogenannten Grand Slam.
- 1949: Das bundesdeutsche Nationale Olympische Komitee wird gegründet.
- 1957: In Barcelona wird das Fußballstadion Camp Nou des FC Barcelona eröffnet.
- 1988: Der gedopte Kanadier Ben Johnson gewinnt die Goldmedaille im 100-Meter-Sprint bei den Olympischen Sommerspielen in Seoul und löst einen Skandal aus.
- 1994: Oliver McCall gewinnt seinen Boxkampf und Weltmeistertitel im Schwergewicht gegen Lennox Lewis in der Wembley Arena durch technischen K. o.
- 2007: Indien gewinnt die erste World Twenty20 in Südafrika, indem es im Finale Pakistan mit 5 Runs besiegt.

Einträge von Leichtathletik-Weltrekorden befinden sich unter der jeweiligen Disziplin unter Leichtathletik.

## Geboren

### Vor dem 18. Jahrhundert
- 0015: Lucius Vitellius, römischer Politiker
- 0936: Adud ad-Daula, buyidischer Herrscher
- 1418: Anne de Lusignan, Herzogin von Savoyen
- 1454: Gerold Edlibach, Zürcher Chronist und Ratsherr
- 1473: Georg von Frundsberg, deutscher Landsknechtführer
- 1495: Barbara von Brandenburg-Ansbach-Kulmbach, Landgräfin von Leuchtenberg
- 1501: Gerolamo Cardano, italienischer Arzt, Mathematiker und Erfinder
- 1513: Katharina von Sachsen-Lauenburg-Ratzeburg, Königin von Schweden
- 1534: Ram Das, Guru der Sikhs
- 1542: Sigmund Fugger von Kirchberg und Weißenhorn, Bischof von Regensburg
- 1562: Hercule, Herrscher von Monaco
- 1564: William Adams, englischer Weltreisender
- 1569: Ernst, Graf von Schaumburg und Holstein-Pinneberg
- 1577: Johann Casimir, Graf von Nassau-Weilburg
- 1577: Ludwig V., Landgraf von Hessen-Darmstadt
- 1583: Albrecht Wenzel von Wallenstein, deutscher kaiserlicher Feldherr

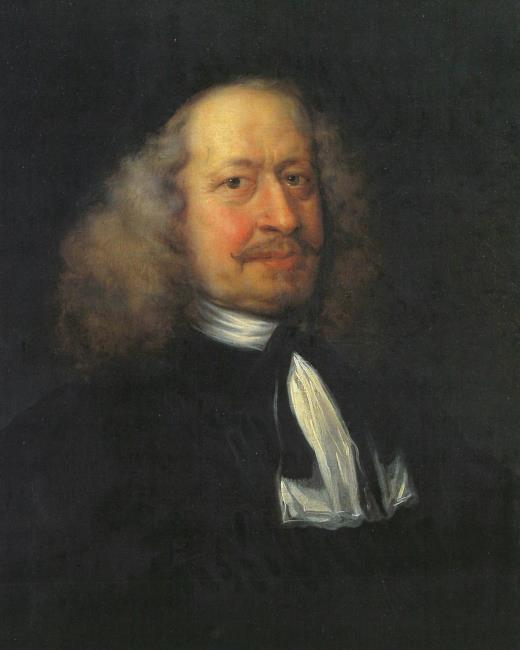
Adam Olearius (* 1599)

- 1599: Adam Olearius, deutscher Diplomat und Schriftsteller (Taufdatum)
- 1610: Huang Zongxi, chinesischer Philosoph, politischer Analyst und Historiker
- 1620: Gerhard Bode, deutscher evangelischer Theologe
- 1622: Georg Händel, deutscher Hofchirurg und Vater von Georg Friedrich Händel
- 1625: Johan de Witt, niederländischer Staatsmann
- 1657ː Maria Anna Lindmayr, deutsche Karmelitin und Mystikerin
- 1664: Daniel Nebel, deutscher Mediziner, Apotheker und Botaniker
- 1665: Gottfried Vockerodt, deutscher Pädagoge
- 1673: Georg Sigismund Green der Ältere, deutscher lutherischer Theologe

### 18. Jahrhundert
- 1704: Karl August Friedrich, Fürst von Waldeck-Pyrmont

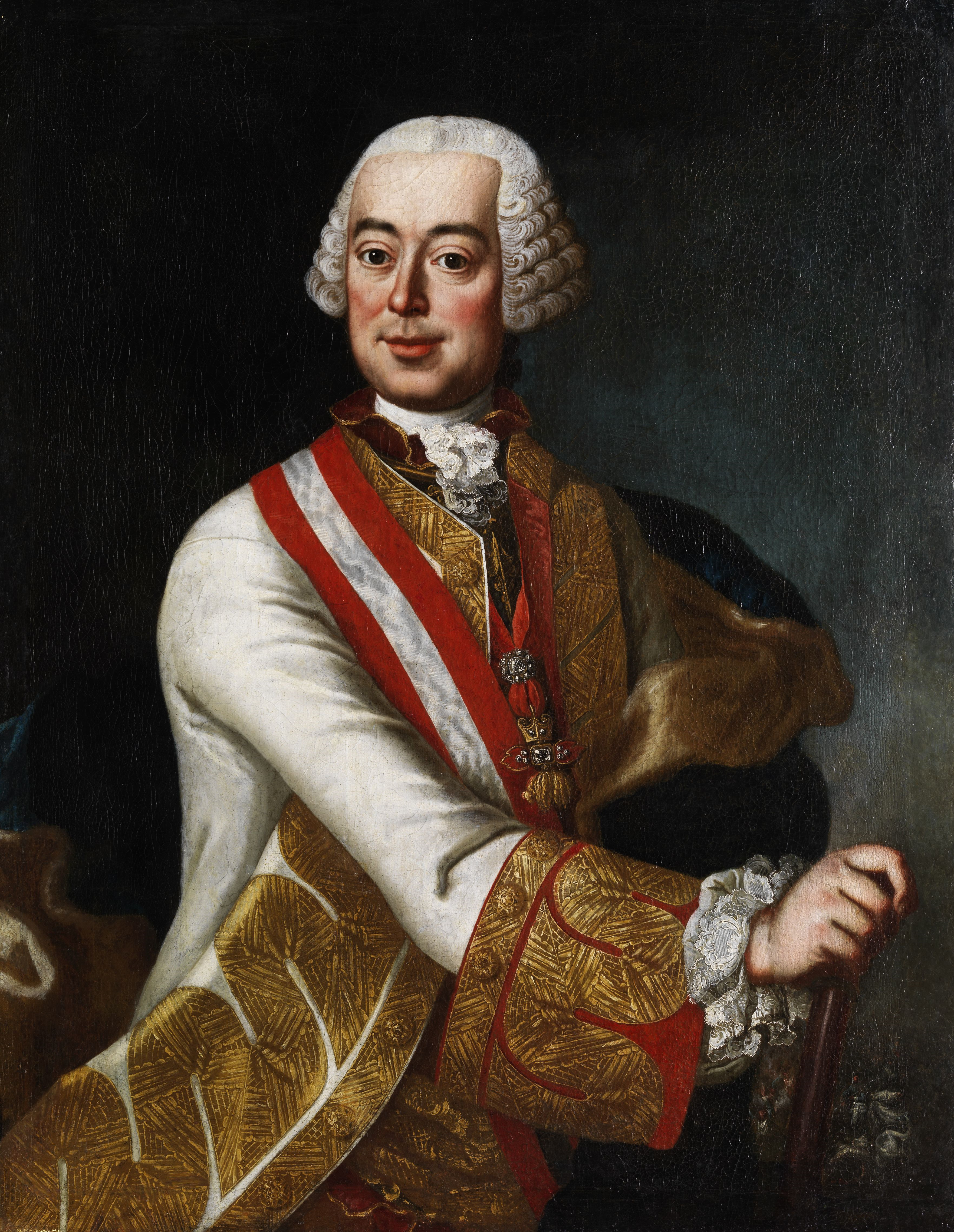
Leopold Joseph von Daun (* 1705)

- 1705: Leopold Joseph von Daun, österreichischer Feldmarschall und Feldherr im Siebenjährigen Krieg
- 1710: William Bull, britischer Gouverneur der Province of South Carolina
- 1714: Alaungpaya, birmanischer König und der Begründer der Konbaung-Dynastie
- 1717: Horace Walpole, 4. Earl of Orford, britischer Schriftsteller
- 1718: Christian Georg Schütz der Ältere, deutscher Maler und Kupferstecher
- 1719: Johann Gottlob Werner, deutscher evangelischer Theologe
- 1725: Arthur Guinness, irischer Brauer und Gründer der Guinness-Brauerei
- 1727: Johann Heinrich Silbermann, elsässischer Instrumentenbauer, Organist und Komponist
- 1731: Charlotte Sophie von Sachsen-Coburg-Saalfeld, Erbprinzessin von Mecklenburg
- 1731: Johann Karl Götzinger, deutscher lutherischer Theologe
- 1733: Francisco Gil de Taboada y Lemos, spanischer Offizier, Kolonialverwalter und Vizekönig von Neugranada und Peru
- 1739: Grigori Alexandrowitsch Potjomkin, russischer Feldmarschall

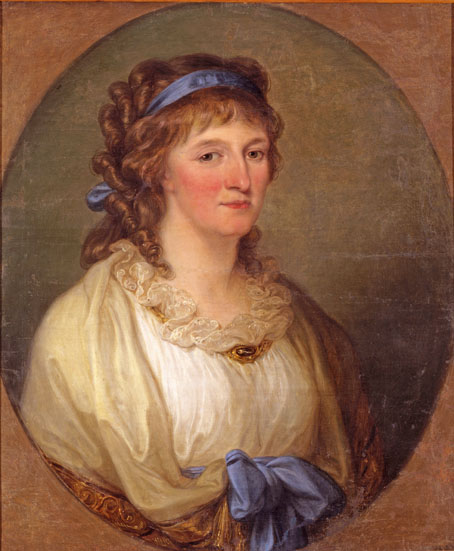
Luise von Brandenburg-Schwedt (* 1750)

- 1750: Luise von Brandenburg-Schwedt, Fürstin und Herzogin von Anhalt-Dessau
- 1752: Karl Maximilian von Sachsen, kursächsischer Offizier und Regimentschef
- 1754: Friedrich Johann Jakob Bartruff, deutscher Militärkartograph und Offizier
- 1755: Robert Lefèvre, französischer Maler
- 1755: John Marshall, US-amerikanischer Jurist und Politiker, Außenminister, Vorsitzender Richter am Obersten Gerichtshof, Mitbegründer des Verfassungsrechts
- 1758: Albrecht Anton Adolph Hofmann, deutscher Jurist und Beamter
- 1763: Christian Ludwig Bachmann, deutscher Mediziner und Musikschriftsteller
- 1763: Ezra Butler, US-amerikanischer Politiker, Gouverneur von Vermont, Mitglied des Repräsentantenhauses
- 1764: Joseph-Marie Dessaix, französischer General
- 1771: Jean Andoche Junot, französischer General und Adjutant Napoléons
- 1772: Guillaume de Vaudoncourt, französischer General und Kriegshistoriker
- 1786: Joseph Anton Rhomberg, österreichisch-deutscher Maler, Zeichner und Grafiker
- 1793: Stephan Hechinger, österreichischer Orgelbauer
- 1793: David Nelson, US-amerikanischer Autor, Geistlicher und Abolitionist
- 1795: Antoine-Louis Barye, französischer Bildhauer

### 19. Jahrhundert

#### 1801–1875
- 1801: Michail Wassiljewitsch Ostrogradski, russisch-ukrainischer Mathematiker

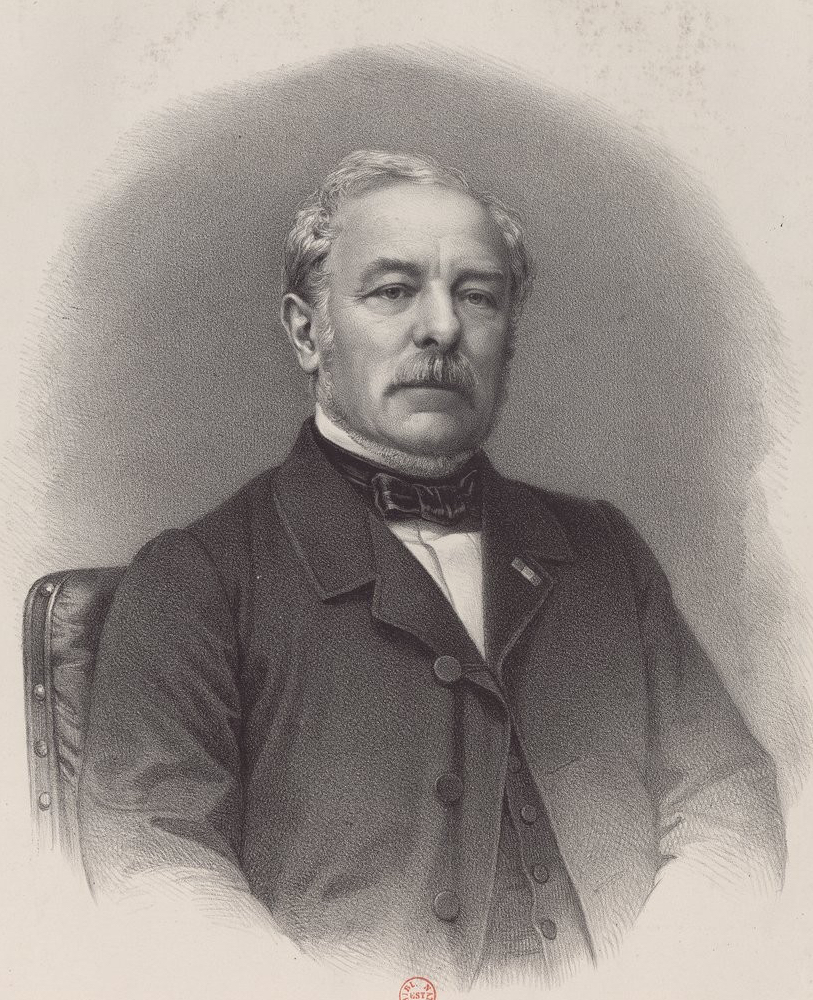
Adolphe d’Archiac (* 1802)

- 1802: Adolphe d’Archiac, französischer Geologe und Paläontologe
- 1803: Leonhard Spengel, deutscher Altphilologe
- 1804: Mariano Rivera Paz, guatemaltekischer Politiker, Staatspräsident
- 1813: Gerardo Barrios, salvadorianischer Politiker und Militär, Staatspräsident
- 1817: Ramón de Campoamor y Campoosorio, spanischer Dichter und Politiker
- 1821: Cyprian Kamil Norwid, polnischer Dichter
- 1831: Emilio Teza, italienischer Romanist, Indogermanist, Orientalist, Philologe, Linguist, Literaturwissenschaftler und Übersetzer
- 1836: Pablo Arosemena Alba, panamaischer Politiker, Staatspräsident
- 1837: Mark Hanna, US-amerikanischer Industrieller und Politiker, Senator

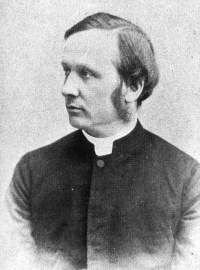
Martin von Nathusius (* 1843)

- 1843: Martin von Nathusius, deutscher Reformtheologe
- 1845: Nikolai Anderson, deutsch-baltischer Philologe
- 1848: Emil Baehrens, deutscher Altphilologe
- 1849: Willem de Haan, niederländischer Dirigent und Komponist
- 1851: Federico Boyd, panamaischer Politiker, Staatspräsident, Außenminister
- 1851: Giovanni Dazzoni, Schweizer Jurist und Politiker
- 1852: Joseph Martin, kanadischer Politiker, Premierminister von British Columbia
- 1854: Philipp Paulitschke, österreichischer Geograph und Afrikaforscher
- 1855: Benjamin Auerbach, deutscher Arzt
- 1855: Henri Berthoud, Schweizer Geistlicher und Sprachwissenschaftler
- 1856: Ludwik Waryński, polnischer Revolutionär und Politiker
- 1858: Carl Pulfrich, deutscher Physiker und Optiker
- 1859: Julius Klengel, deutscher Violoncellist
- 1860: George Carmack, US-amerikanischer Goldsucher
- 1860: Camilla Jellinek, österreichische Frauenrechtlerin und Juristin

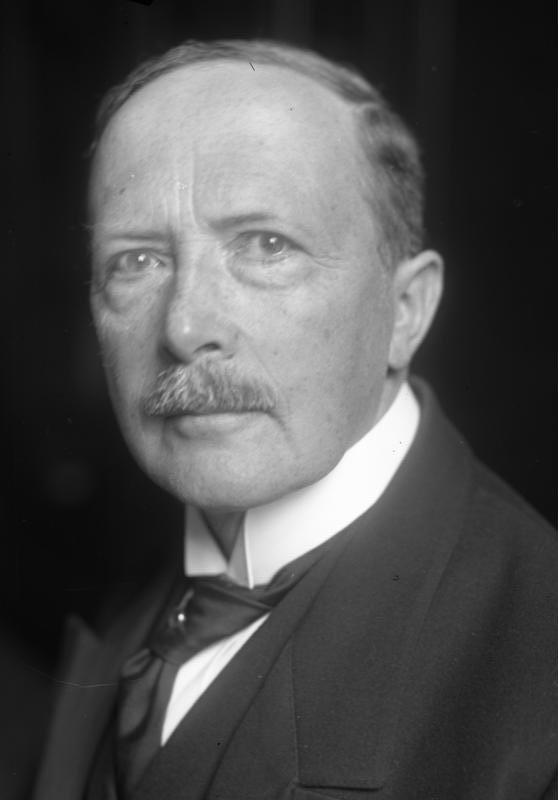
Walter Simons (* 1861)

- 1861: Walter Simons, deutscher Jurist und Politiker, Außenminister, Präsident des Reichsgerichts
- 1862: Winifred Edgerton Merrill, US-amerikanische Schulleiterin und Mathematikerin
- 1862: Leonard Leslie Brooke, britischer Illustrator und Autor
- 1864: Nils Collett Vogt, norwegischer Schriftsteller
- 1870: Wilhelm Anschütz, deutscher Chirurg und Hochschullehrer
- 1870ː Fanny Opfer, deutsche Sopranistin, Opfer des Holocaust
- 1871: Charlotte Dod, britische Tennisspielerin
- 1871: Josef Zeitler, deutscher Bildhauer
- 1872: Carlo Sforza, italienischer Diplomat und Politiker, Außenminister
- 1873: Willibald Adam, deutscher Abt
- 1873: Johannes Hass, deutscher Politiker und Gewerkschafter
- 1874: Kurt Doerry, deutscher Leichtathlet, Sportjournalist und -funktionär

#### 1876–1900

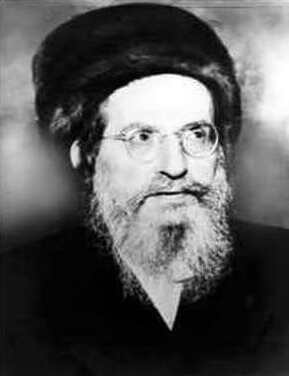
Yehuda Ashlag (* 1884)

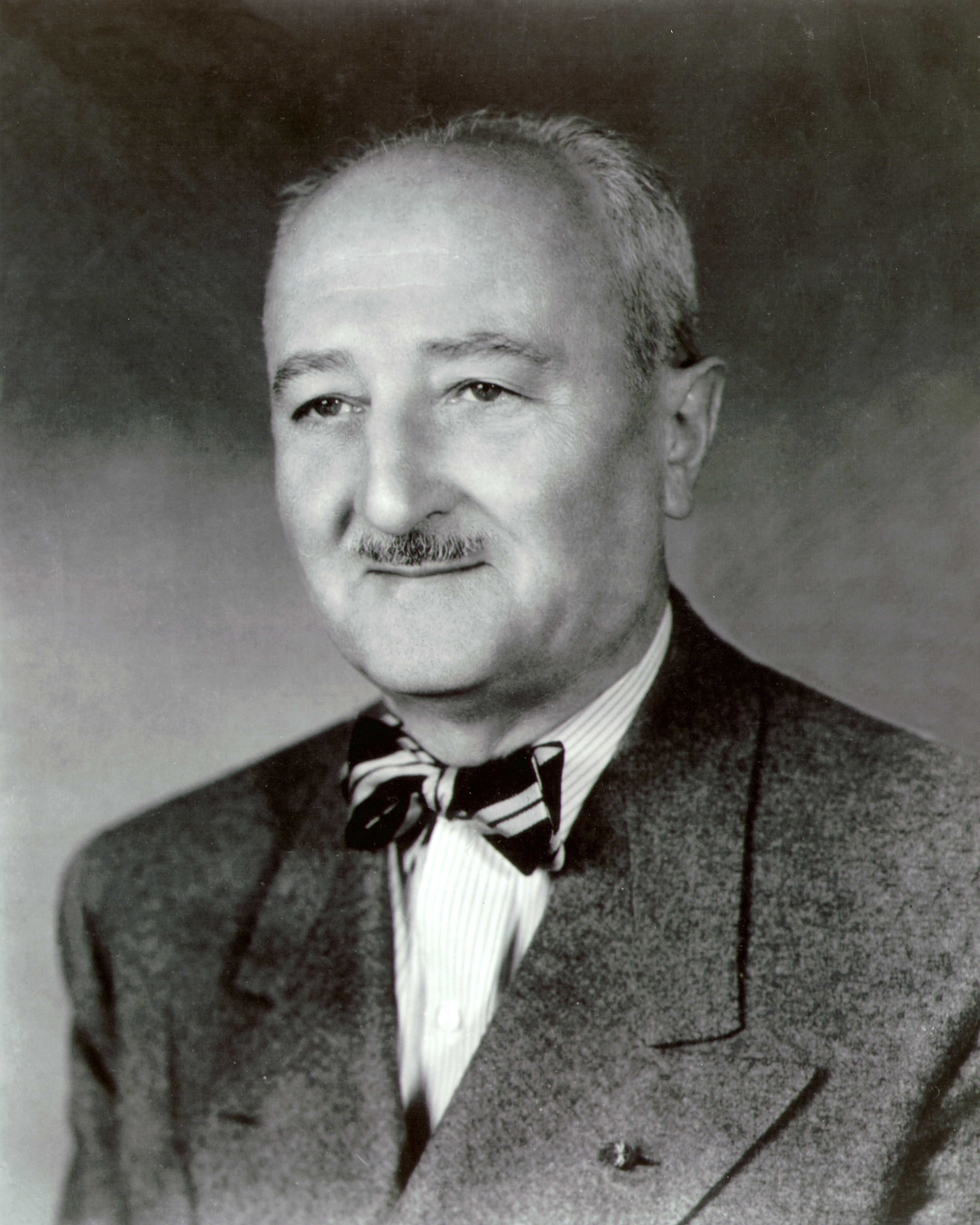
William Friedman (* 1891)

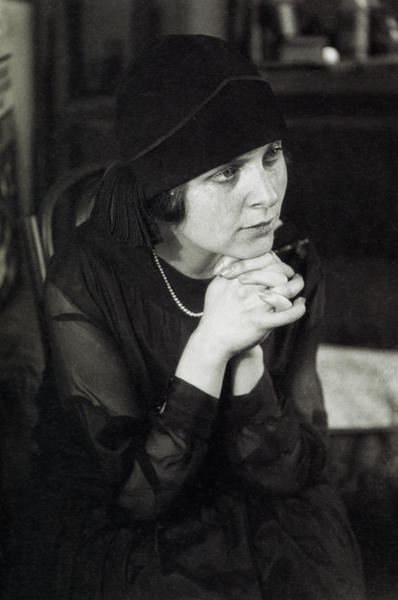
Elsa Triolet (* 1896)

- 1878: Charles Ferdinand Ramuz, Schweizer Schriftsteller, Lyriker, Essayist und Nationaldichter
- 1882: Alfons Petzold, österreichischer Schriftsteller
- 1883: Frank C. Mars, US-amerikanischer Unternehmer der Süßwarenindustrie
- 1884: Yehuda Ashlag, polnischer Kabbalist
- 1884ː Dora Gerson, deutsche Ärztin und Hauswirtschaftsleiterin, Opfer der Schoa
- 1884: Jonny Heykens, niederländischer Komponist
- 1884: İsmet İnönü, türkischer Staatspräsident
- 1884: Hugo Schmeisser, deutscher Waffenkonstrukteur
- 1885ː Else Imme, deutsche Widerstandskämpferin, Opfer des Nationalsozialismus
- 1885: Artur Lemba, estnischer Komponist
- 1886: Edward Bach, britischer Arzt (Bach-Blütentherapie)
- 1886: Roberto María Ortiz, argentinischer Präsident
- 1887: Wilhelm Niklas, deutscher Politiker, MdB
- 1888: Georges Darrieus, französischer Ingenieur
- 1888: Kanken Toyama, japanischer Karatemeister und Adeliger
- 1889: Paul Kugler, deutscher Fußballspieler
- 1891: William Friedman, US-amerikanischer Kryptologe
- 1894: Tommy Armour, schottisch-US-amerikanischer Golfer
- 1895: André Frédéric Cournand, französisch-US-amerikanischer Mediziner, Nobelpreisträger
- 1896: Maximiliane Ackers, deutsche Schriftstellerin, Drehbuchautorin und Schauspielerin
- 1896: F. Scott Fitzgerald, US-amerikanischer Schriftsteller
- 1896: Fritz Links, österreichischer Schauspieler und Synchronsprecher
- 1896: Camilo Mori, chilenischer Maler
- 1896: Elsa Triolet, russisch-französische Autorin
- 1898: Robert D. Blue, US-amerikanischer Politiker, Gouverneur von Iowa
- 1898: Ilse Essers, deutsche Ingenieurin
- 1898: Howard Florey, australischer Pathologe, Nobelpreisträger, Mitentdecker des Penicillins
- 1899: Jovan Bandur, kroatischer Komponist
- 1899: Eduardo Hernández Moncada, mexikanischer Komponist, Pianist und Dirigent

### 20. Jahrhundert

#### 1901–1925

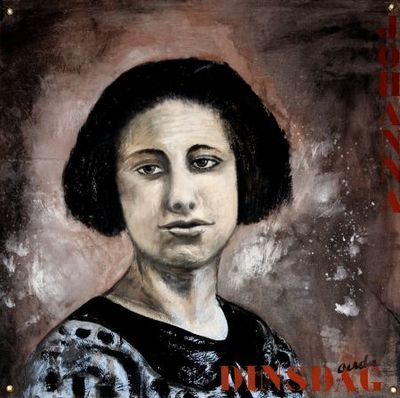
Johanna Slagter-Dingsdag (* 1908)

- 1901: Alexandra Adler, österreichisch-US-amerikanische Neurologin, Psychiaterin und Spezialistin für Gehirn-Traumata
- 1901: Georg Appell, deutscher Politiker
- 1902: Cheryl Crawford, US-amerikanische Theaterregisseurin und Produzentin
- 1902: Hans Petersson, deutscher Mathematiker
- 1903: Georg Buch, deutscher Politiker, MdL, Landtagspräsident, Oberbürgermeister von Wiesbaden
- 1904: Gino Sopracordevole, italienischer Steuermann im Rudern
- 1905: Severo Ochoa, US-amerikanischer Biochemiker, Nobelpreisträger
- 1906: Michael Jary, deutscher Komponist
- 1906: Erwin Sutz, Schweizer evangelischer Geistlicher
- 1907: Edwin McArthur, US-amerikanischer Dirigent, Pianist und Komponist
- 1908: Egon Reinert, deutscher Politiker, Ministerpräsident des Saarlands
- 1908: Erwin Simon, deutscher Schwimmer
- 1908ː Johanna Slagter-Dingsdag, niederländische Widerstandskämpferin, Holocaustopfer
- 1909: Virgil Max Exner, US-amerikanischer Industriedesigner
- 1910: Jean Servais, belgischer Schauspieler
- 1911: Marcel Chauvigné, französischer Ruderer
- 1911: Konstantin Ustinowitsch Tschernenko, sowjetischer Politiker
- 1912: Erland Herkenrath, Schweizer Handballspieler

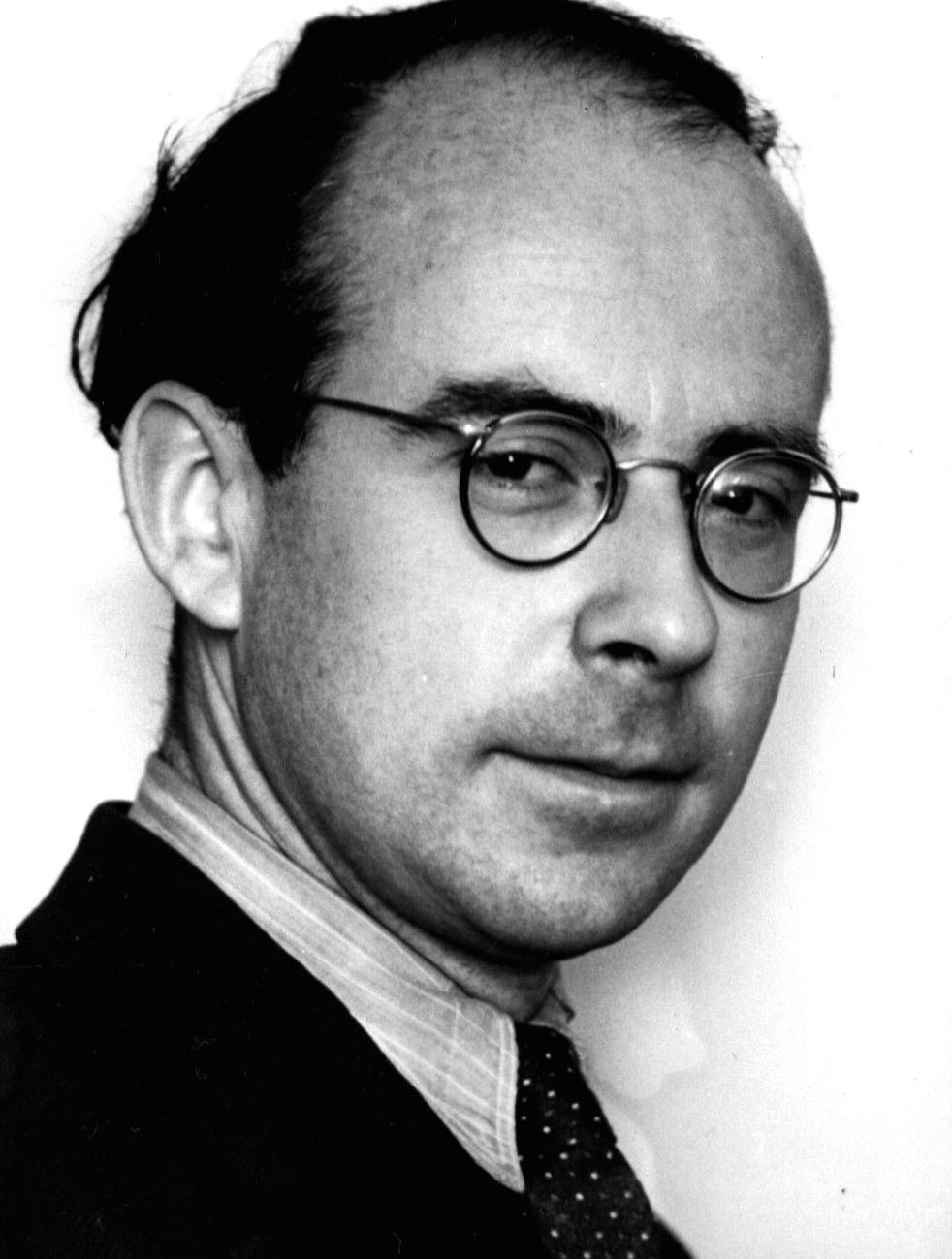
Fritz Hinderer (* 1912)

- 1912: Fritz Hinderer, deutscher Astronom und Astrophysiker
- 1912: Albert Jenny, Schweizer Komponist, Kirchenmusiker, Dirigent und Musikpädagoge
- 1914: Jiří Kolář, tschechischer Schriftsteller und Collage-Künstler
- 1914: Lee Moore, US-amerikanischer Country-Musiker
- 1914: Andrzej Panufnik, polnischer Komponist
- 1914: Horst Winter, deutsch-österreichischer Musiker
- 1917: Otto Günsche, deutscher SS-Hauptsturmführer, persönlicher Adjutant Adolf Hitlers
- 1919: Jack Costanzo, US-amerikanischer Perkussionist
- 1919: Václav Nelhýbel, US-amerikanischer Komponist und Dirigent tschechischer Herkunft
- 1920: Georges Addor, Schweizer Architekt
- 1922: Meche Barba, mexikanische Schauspielerin und Tänzerin
- 1922: Gerhard Watzke, österreichischer Ruderer
- 1923: Raoul Bott, US-amerikanischer Mathematiker
- 1923: Jonas Burki, Schweizer Landwirt und Politiker
- 1923: Ladislav Fuks, tschechischer Schriftsteller
- 1924: Olavi Rinteenpää, finnischer Hindernisläufer
- 1924: Jean-Pierre Warner, britischer Jurist, Generalanwalt am EuGH

#### 1926–1950

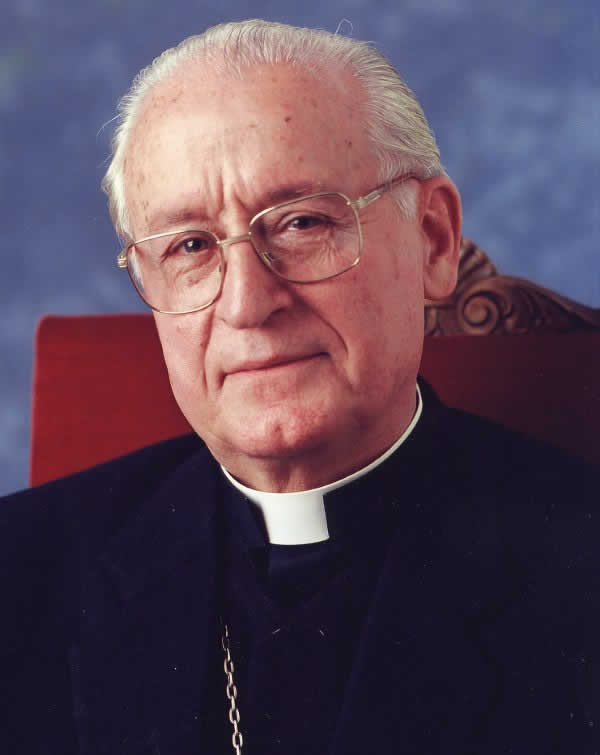
Ricardo María Carles Gordó (* 1926)

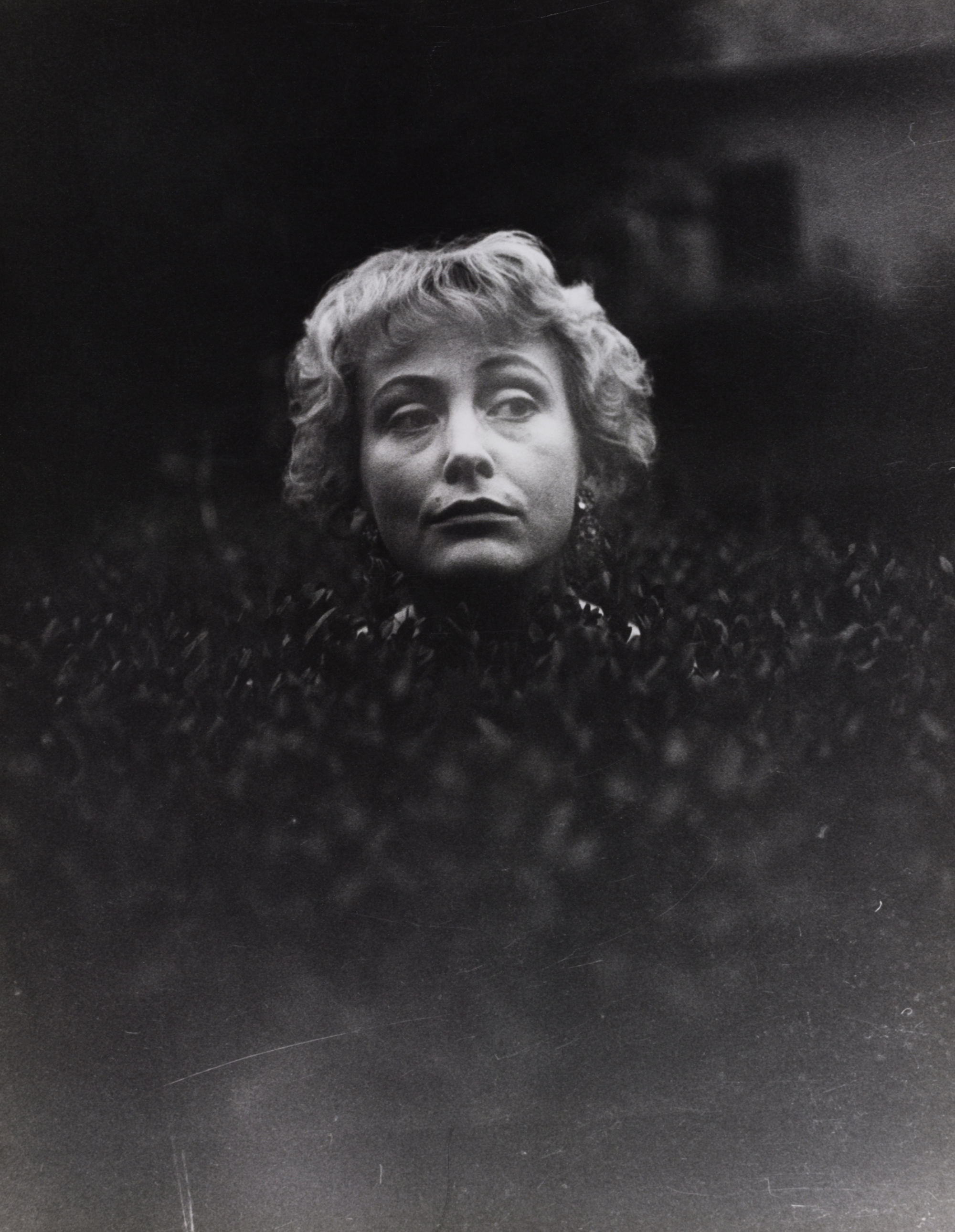
Ingrid Bachér (* 1930)

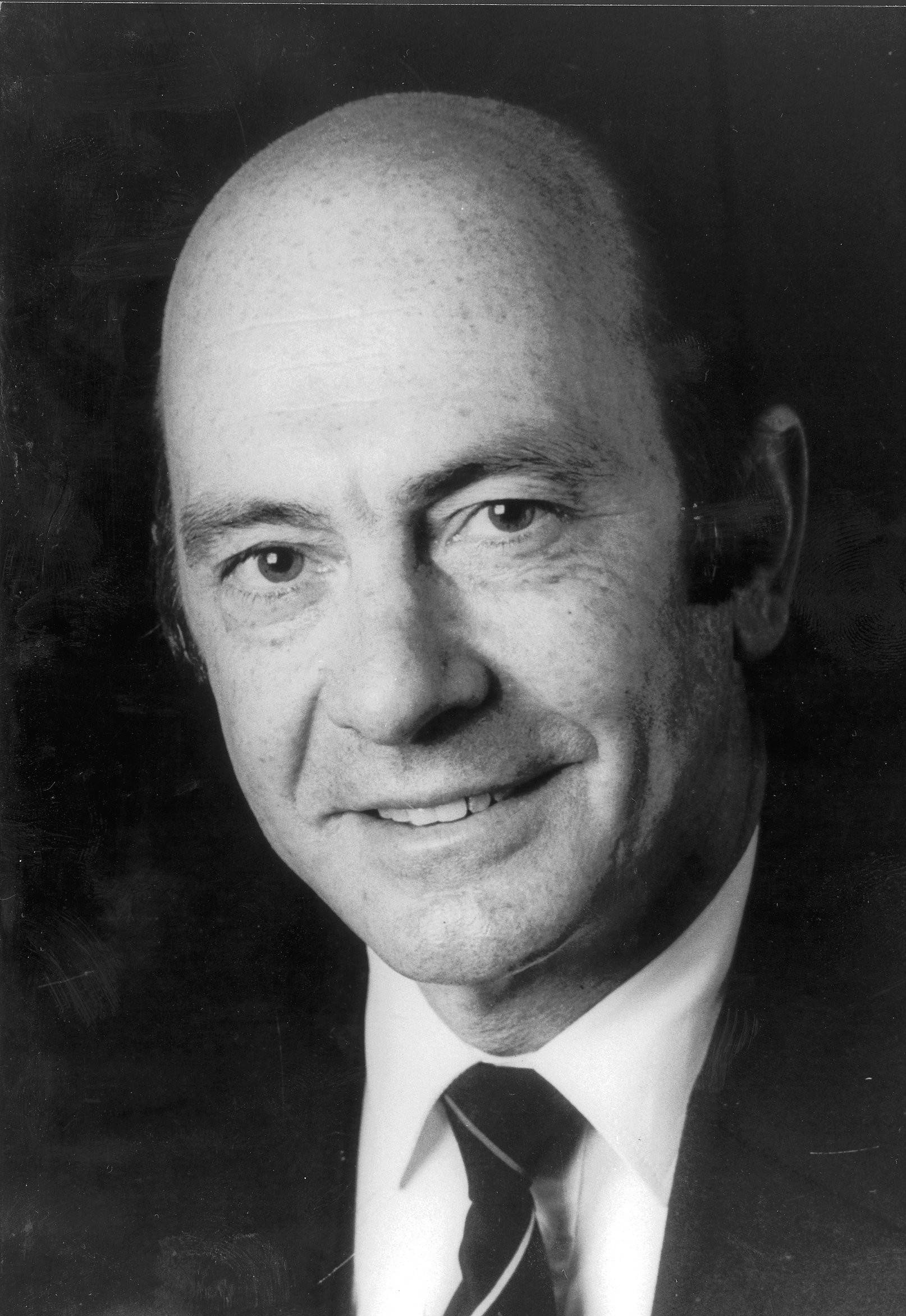
Manfred Wörner (* 1934)

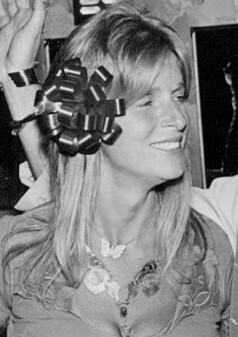
Linda McCartney (* 1941)

- 1926: Ricardo María Carles Gordó, spanischer Kardinal und Erzbischof
- 1926: Inge Loidl, geboren als Inge Eckstein, Vorsitzende der Katholischen Frauenbewegung Österreichs
- 1926: Veit Relin, österreichischer Schauspieler, Drehbuchautor und Regisseur
- 1927ː Lieselott Beschorner, österreichische Malerin
- 1927: Elisabeth Schindler, österreichische Politikerin
- 1928: Jürgen Isberg, deutscher Handballspieler
- 1930: Ingrid Bachér, deutsche Schriftstellerin
- 1930: Jörg Maria Berg, bürgerlich Adolf Maria Strassmayr, österreichischer Schlagersänger und Schauspieler
- 1930: Karl Hüser, deutscher Historiker, Lehrer und Autor
- 1930: Horst Sachtleben, deutscher Schauspieler, Regisseur und Synchronsprecher
- 1930: John Watts Young, US-amerikanischer Astronaut
- 1931: Gilberto Aceves Navarro, mexikanischer Maler
- 1931: John Michael G. Adams, barbadischer Politiker
- 1931: Joseph Kallas, libanesischer Erzbischof
- 1931: Anthony Newley, britischer Schauspieler, Popsänger und Songwriter
- 1931: Haidi Streletz, deutsche Zahnärztin, Malerin und Politikerin, MdL
- 1932: Josef Adamiak, deutscher Fotograf und Kunsthistoriker
- 1932: Rainer E. Gut, Schweizer Bankmanager
- 1932: Miguel Montuori, italienisch-argentinischer Fußballspieler
- 1932: Walter Wallmann, deutscher Jurist und Politiker
- 1934: Edgardo Angara, philippinischer Politiker
- 1934: John Brunner, britischer Science-Fiction-Autor
- 1934: Paul Nowacki, deutscher Sportmediziner und Hochschullehrer
- 1934: Manfred Wörner, deutscher Bundesverteidigungsminister und NATO-Generalsekretär
- 1935: Charlotte Dietrich, deutsche Künstlerin
- 1935: Dieter Pavlik, deutscher Politiker, MdL
- 1936: Jim Henson, US-amerikanischer Puppenspieler
- 1937: Helga Hoffmann, deutsche Leichtathletin
- 1937: Ingo Kümmel, deutscher Kunstvermittler und Galerist
- 1938: Steve Douglas, US-amerikanischer Rock-Saxophonist
- 1938: Miguel González, spanischer Basketballspieler
- 1939: Peter Baccini, Schweizer Naturwissenschaftler und Professor
- 1939: Vicente Lucas, portugiesischer Fußballspieler
- 1939: Dieter Schwarz, deutscher Unternehmer
- 1940: Amelita Baltar, argentinische Tango- und Folksängerin
- 1940: Victor Martin, spanischer Geiger und Musikpädagoge
- 1940: Yves Navarre, französischer Schriftsteller
- 1940: José Ramírez Conde, dominikanischer Maler
- 1941ː Dora Gerson, deutsche Ärztin und Hauswirtschaftsleiterin, Opfer der Schoa
- 1941: Vittore Gottardi, Schweizer Fußballspieler
- 1941: Alexander Lang, deutscher Regisseur und Schauspieler
- 1941: John Mackey, US-amerikanischer American-Football-Spieler
- 1941: Linda McCartney, US-amerikanische Musikerin
- 1941: Tony Rutter, englischer Motorradrennfahrer
- 1941: Michael Wadleigh, US-amerikanischer Kameramann und Regisseur
- 1941: Italo Zilioli, italienischer Radrennfahrer
- 1942: Gerry Marsden, britischer Sänger und Musiker
- 1942: Gerhard Rübenkönig, deutscher Politiker

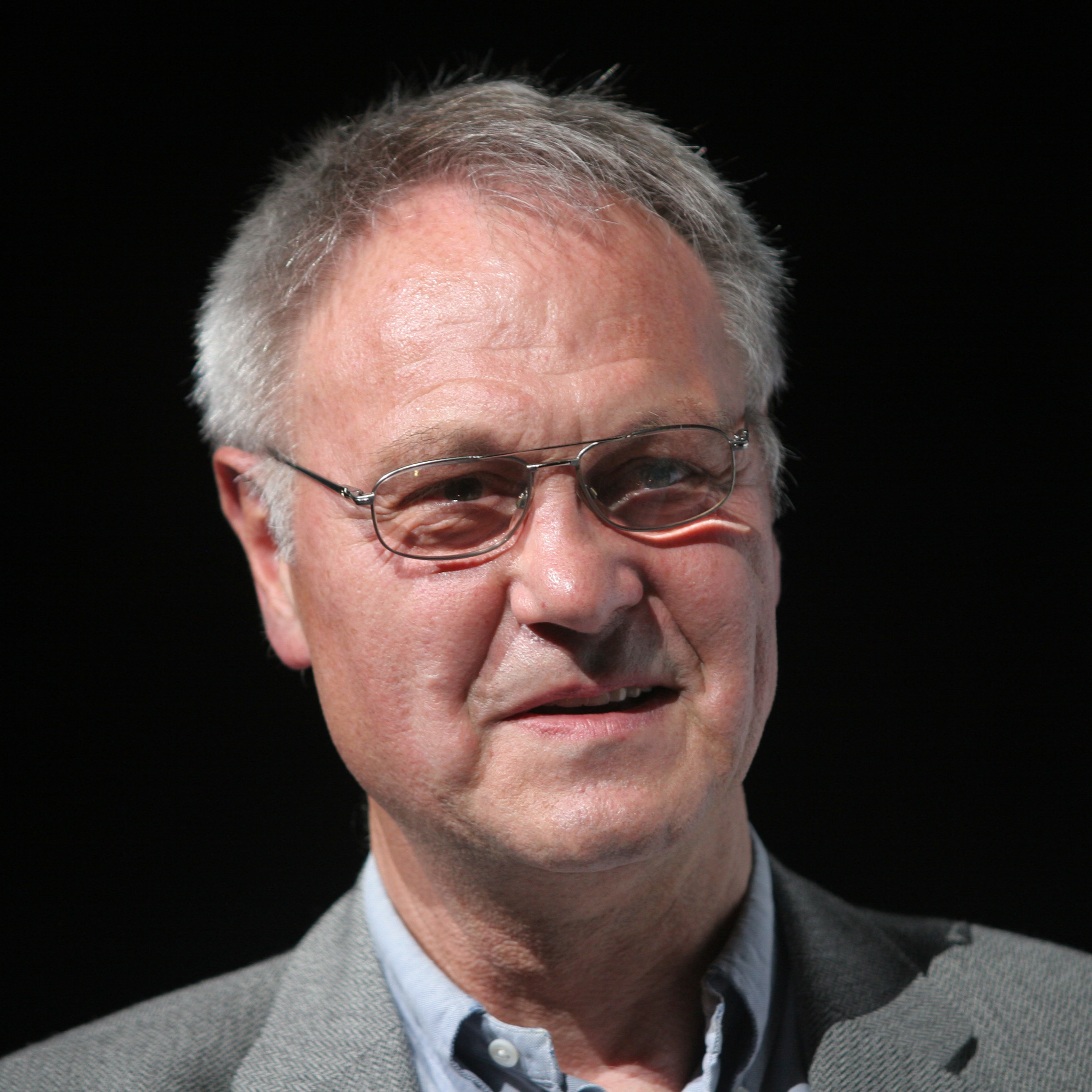
Hansi Schmidt (* 1942)

- 1942: Hansi Schmidt, rumänisch-deutscher Handballspieler
- 1942: Erik Silvester, deutscher Sänger und Komponist
- 1943: Willy Favre, Schweizer Skirennfahrer
- 1943: Ilona Grandke, deutsche Schauspielerin
- 1943: Hannelore Suppe, deutsche Leichtathletin
- 1943: Antonio Tabucchi, italienischer Schriftsteller, Literaturwissenschaftler und Übersetzer
- 1944: Diana Körner, deutsche Schauspielerin
- 1945: Catherine Burns, US-amerikanische Schauspielerin
- 1945: Margot Mahler, deutsche Schauspielerin, Sängerin und Autorin
- 1945: Janne Schaffer, schwedischer Komponist und Gitarrist
- 1946: David Anspaugh, US-amerikanischer Regisseur
- 1946: Natalja Utewlewna Arinbassarowa, russische Schauspielerin und Ballerina
- 1946: Joe Greene, US-amerikanischer American-Football-Spieler
- 1946: Marc Neikrug, US-amerikanischer Komponist und Pianist

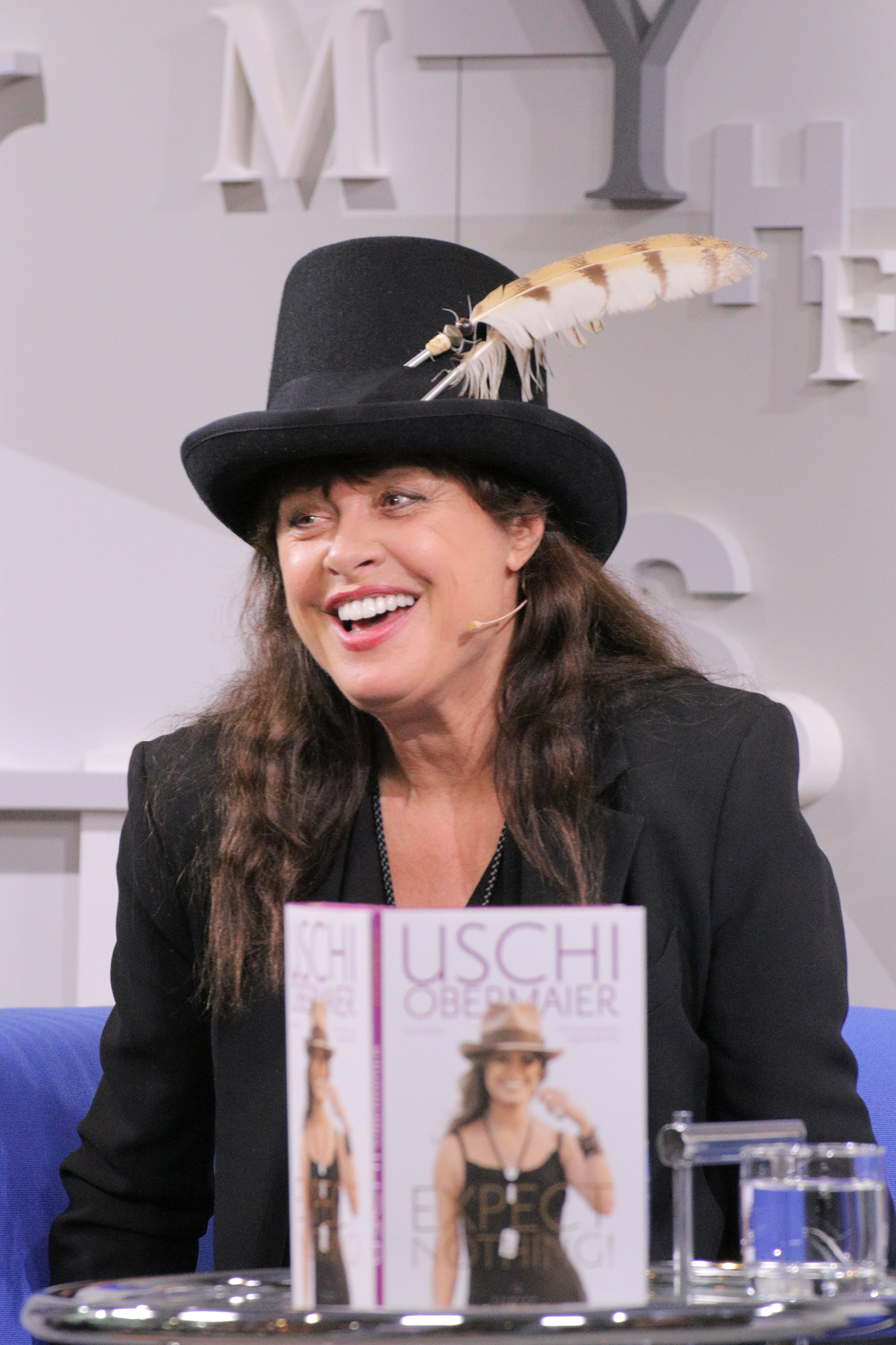
Uschi Obermaier (* 1946)

- 1946: Uschi Obermaier, deutsche Schauspielerin und Model
- 1946: César Pedroso, kubanischer Pianist
- 1946: María Teresa Ruiz, chilenische Astronomin
- 1947: Peter Götz, deutscher Politiker
- 1947: Mark Paterson, neuseeländischer Segler
- 1948: Heinz Chur, deutscher Komponist
- 1948: Gordon Clapp, US-amerikanischer Schauspieler
- 1948: Wolfgang von Eichborn, deutscher Jurist
- 1948: Phil Hartman, kanadischer Schauspieler
- 1949: Anders Arborelius, schwedischer römisch-katholischer Bischof von Stockholm
- 1950: Samuel Joseph Aquila, US-amerikanischer Erzbischof
- 1950: Philippe Dermagne, französischer Autorennfahrer
- 1950: Harriet Walter, britische Schauspielerin
- 1950: Kristina Wayborn, schwedisches Model und Filmschauspielerin

#### 1951–1975
- 1951: Arthur W. Ahrweiler, deutscher Kameramann

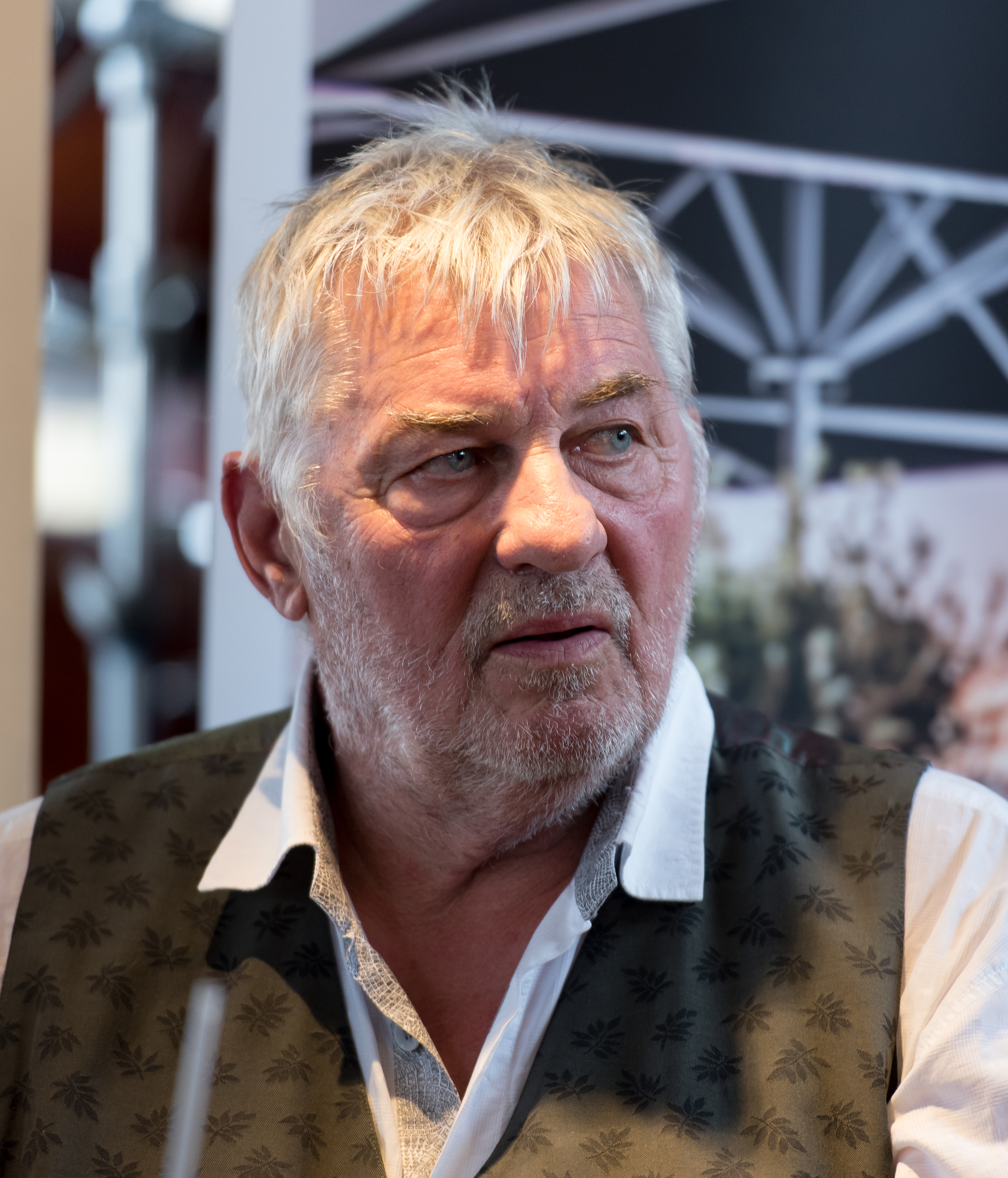
Heinz Hoenig (* 1951)

- 1951: Heinz Hoenig, deutscher Filmschauspieler
- 1951: Matthias Sannemüller, deutscher Bratschist
- 1951: Magdalena Stoof, deutsche Ägyptologin
- 1952: Joseph Patrick Kennedy II, US-amerikanischer Politiker und Geschäftsmann
- 1952: Annegret Kroniger, deutsche Leichtathletin, Olympiamedaillengewinnerin
- 1953: Carlo Hommel, Luxemburger Organist
- 1954: Davey Arthur, irischer Folkmusiker, Sänger und Songschreiber
- 1954: Marco Tardelli, italienischer Fußballspieler und -trainer
- 1955: Leokadija Počikovska-Janušauskienė, litauische Politikerin
- 1956: Ilona Slupianek, deutsche Leichtathletin, Olympiasiegerin
- 1957: Wolfgang Wolf, deutscher Fußballtrainer und -spieler
- 1958: Konrad Adams, deutscher Schauspieler
- 1958: Benedikte Hansen, dänische Schauspielerin

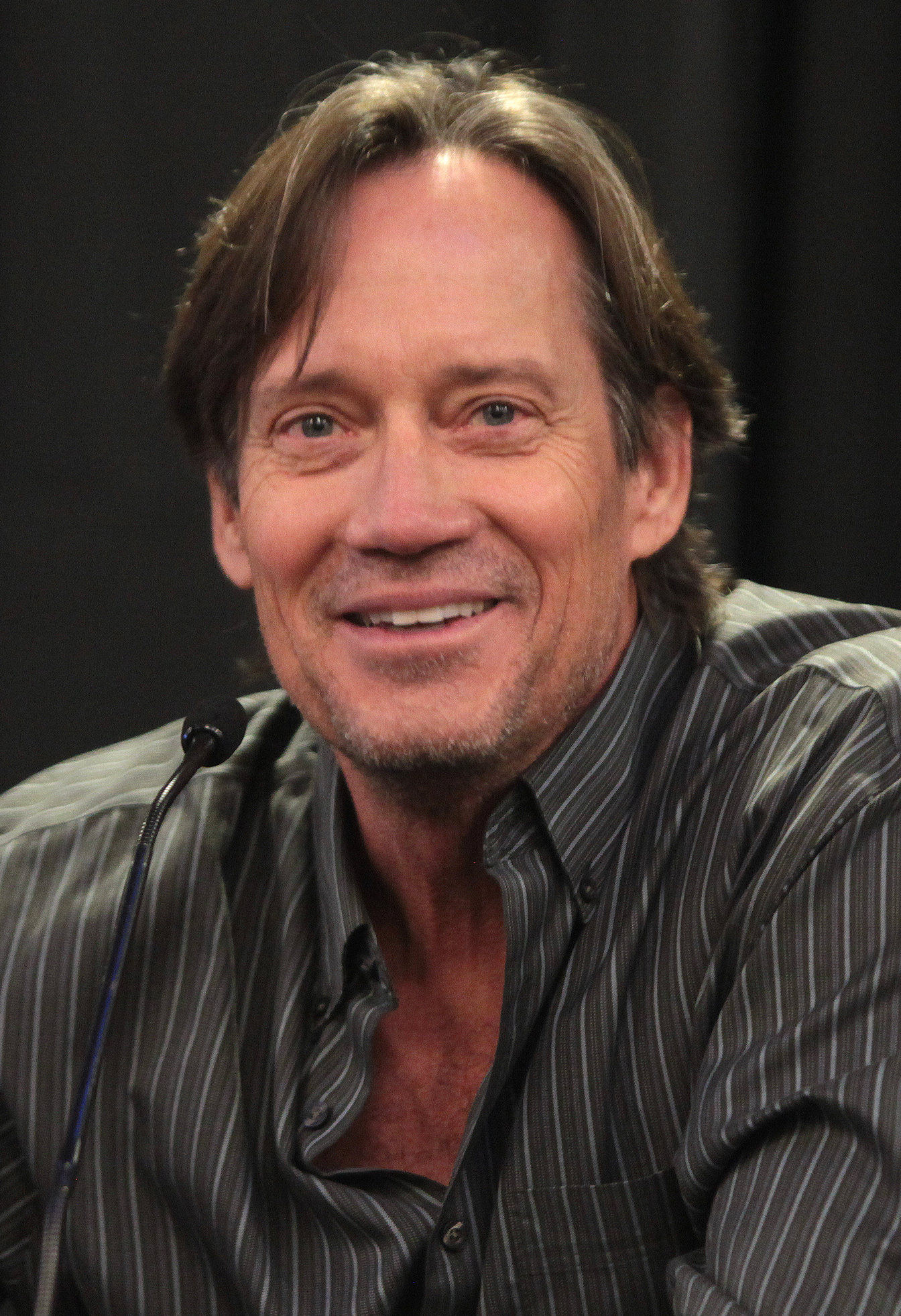
Kevin Sorbo (* 1958)

- 1958: Kevin Sorbo, US-amerikanischer Schauspieler
- 1959: Uwe Böden, deutscher Kampfsportler
- 1959: Cara Silverman, US-amerikanische Filmeditorin
- 1960: Manfred Aichinger, österreichischer Choreograf und Tanzpädagoge
- 1960: Erich Mächler, Schweizer Radrennfahrer
- 1960: Kirsten Tackmann, deutsche Politikerin, MdB
- 1961: Pierre Cosso, französischer Schauspieler und Sänger
- 1961: Burghard Deleroi, deutscher Fußballtorwart
- 1961: Michael Tavera, US-amerikanischer Komponist
- 1962: Lucie Barma, kanadische Freestyle-Skierin
- 1962: Hanns-Jörg Krumpholz, deutscher Schauspieler, Autor und Sprecher
- 1962: Raj Tischbierek, deutscher Schachgroßmeister
- 1963: Maike Arlt, deutsche Volleyballspielerin
- 1964: Ralf Husmann, deutscher Drehbuchautor, Produzent und Autor
- 1964: Jeff Krosnoff, US-amerikanischer Rennfahrer
- 1965: Sven Eggers, deutscher Journalist, Autor und Politiker
- 1968: Saad Shaddad al-Asmari, saudi-arabischer Langstreckenläufer
- 1968: François Smesny, deutsch-französischer Schauspieler
- 1969: Hussain Ghulum Abbas, Fußballspieler der Vereinigten Arabischen Emirate
- 1969: Miyoko Asahina, japanische Langstreckenläuferin
- 1969: Shawn Crahan, US-amerikanischer Musiker
- 1969: Amparo Sánchez, spanische Sängerin
- 1969: Goya Toledo, spanische Schauspielerin

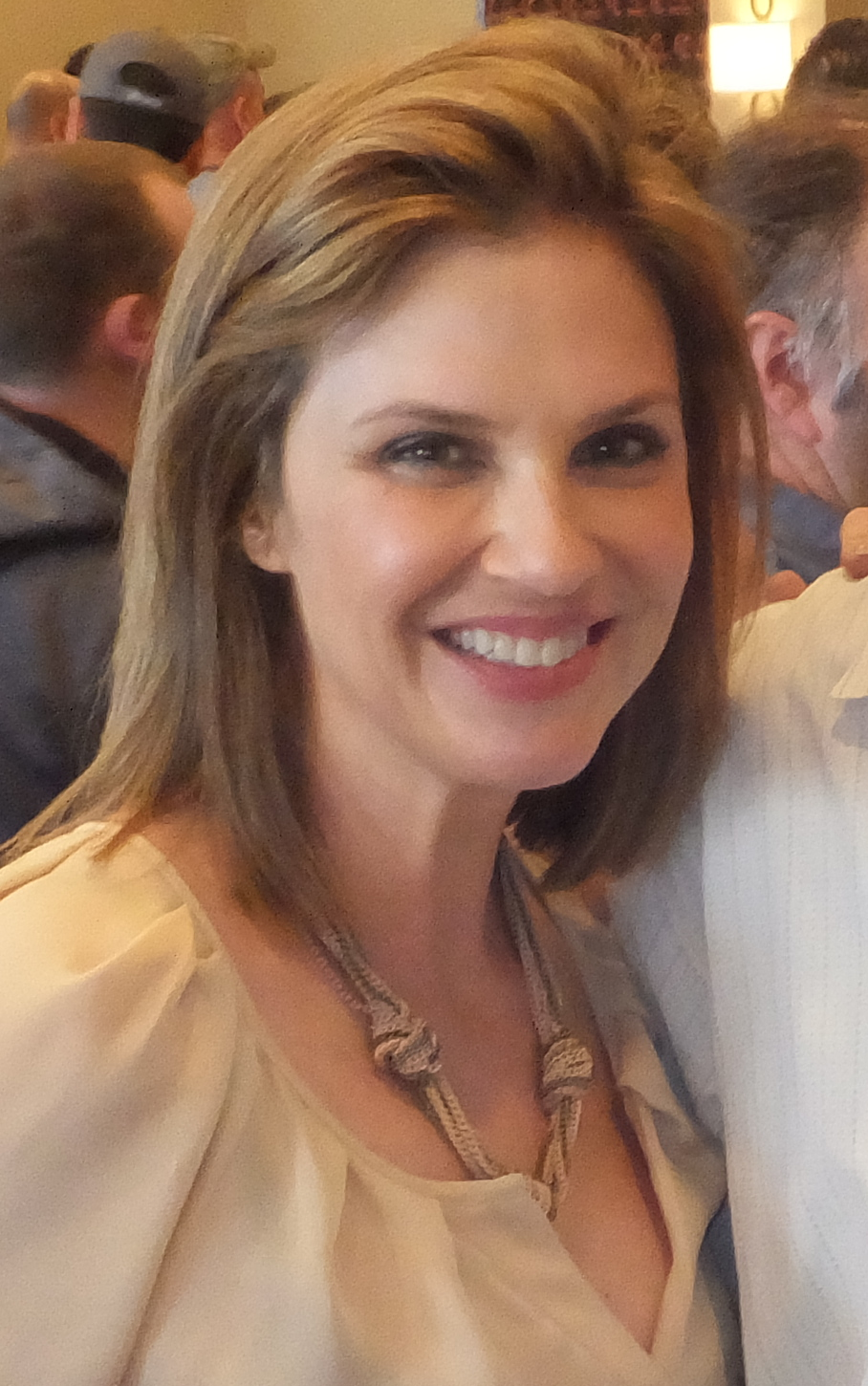
Megan Ward (* 1969)

- 1969: Megan Ward, US-amerikanische Schauspielerin
- 1970: Sascha Karolin Aulepp, deutsche Juristin und Politikerin
- 1970: Karen Forkel, deutsche Leichtathletin, Olympiamedaillengewinnerin
- 1970: Marc Guggenheim, US-amerikanischer Drehbuchautor
- 1970: Bettina Mittendorfer, deutsche Schauspielerin
- 1971: Claudia Klein, deutsche Fußballspielerin
- 1971: Michael Leopold, deutscher Sportmoderator und Kommentator
- 1971: Peter Salisbury, britischer Musiker
- 1972: Cornelia Urban, deutsche Politikerin
- 1972: Finty Williams, britische Schauspielerin
- 1973: Thomas Hofer, österreichischer Politikberater
- 1973: Amy Scurria, US-amerikanische Komponistin
- 1974: Nenad Lucic, deutscher Schauspieler
- 1974: Kati Wolf, ungarische Sängerin und Model
- 1975: Isabelle Dutoit, deutsche Malerin
- 1975: Jonathan Sawieh, liberianischer Fußballspieler

#### 1976–2000
- 1976: Adrian Aliaj, albanischer Fußballspieler
- 1976: Mikel Artetxe, spanischer Radrennfahrer
- 1976: Erin Houchin, US-amerikanische Politikerin
- 1976: Claus Møller Jakobsen, dänischer Handballspieler

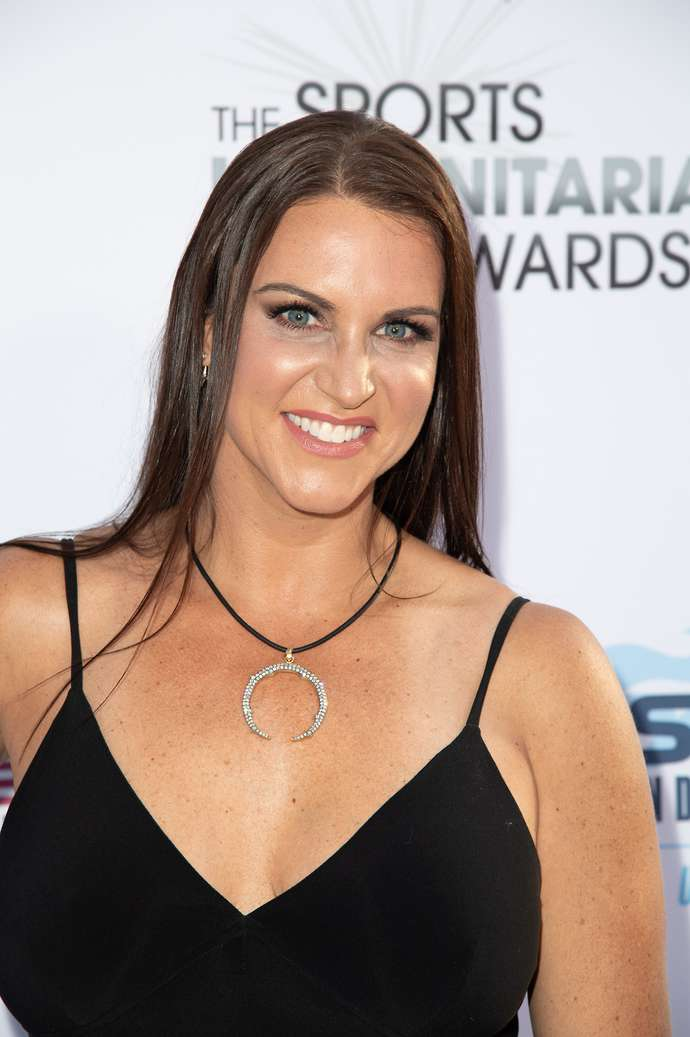
Stephanie McMahon (* 1976)

- 1976: Stephanie McMahon, US-amerikanische Unternehmerin
- 1977: Frank Fahrenhorst, deutscher Fußballspieler
- 1979: Fábio Aurélio, brasilianischer Fußballspieler
- 1979: Justin Bruening, US-amerikanischer Schauspieler
- 1979: Erin Chambers, US-amerikanische Schauspielerin
- 1979: Katja Kassin, deutsche Pornodarstellerin
- 1980: Sebastian Achilles, deutscher Schauspieler
- 1980: Diederik Boer, niederländischer Fußballspieler
- 1980: Petri Pasanen, finnischer Fußballspieler
- 1980: Sebastian Pelzer, deutscher Fußballspieler
- 1980: Tanit Phoenix, südafrikanisches Model und Schauspielerin
- 1980: John Arne Riise, norwegischer Fußballspieler
- 1980: Nicholas Reinke, deutsch-britischer Schauspieler
- 1981: Tetjana Antypenko, ukrainische Skilangläuferin
- 1981: Ryan Briscoe, australischer Rennfahrer
- 1981: Sebastian Edtbauer, deutscher Schauspieler
- 1981: Patrick Rothe, deutscher Handballspieler
- 1982: Cristian Daniel Ledesma, argentinischer Fußballspieler
- 1984: Andreas Aigner, österreichischer Rallyefahrer
- 1984: Taylor Eigsti, US-amerikanischer Jazz-Pianist
- 1985: Saidat Adegoke, nigerianische Fußballspielerin
- 1985: Eric Adjetey Anang, ghanaischer Bildhauer

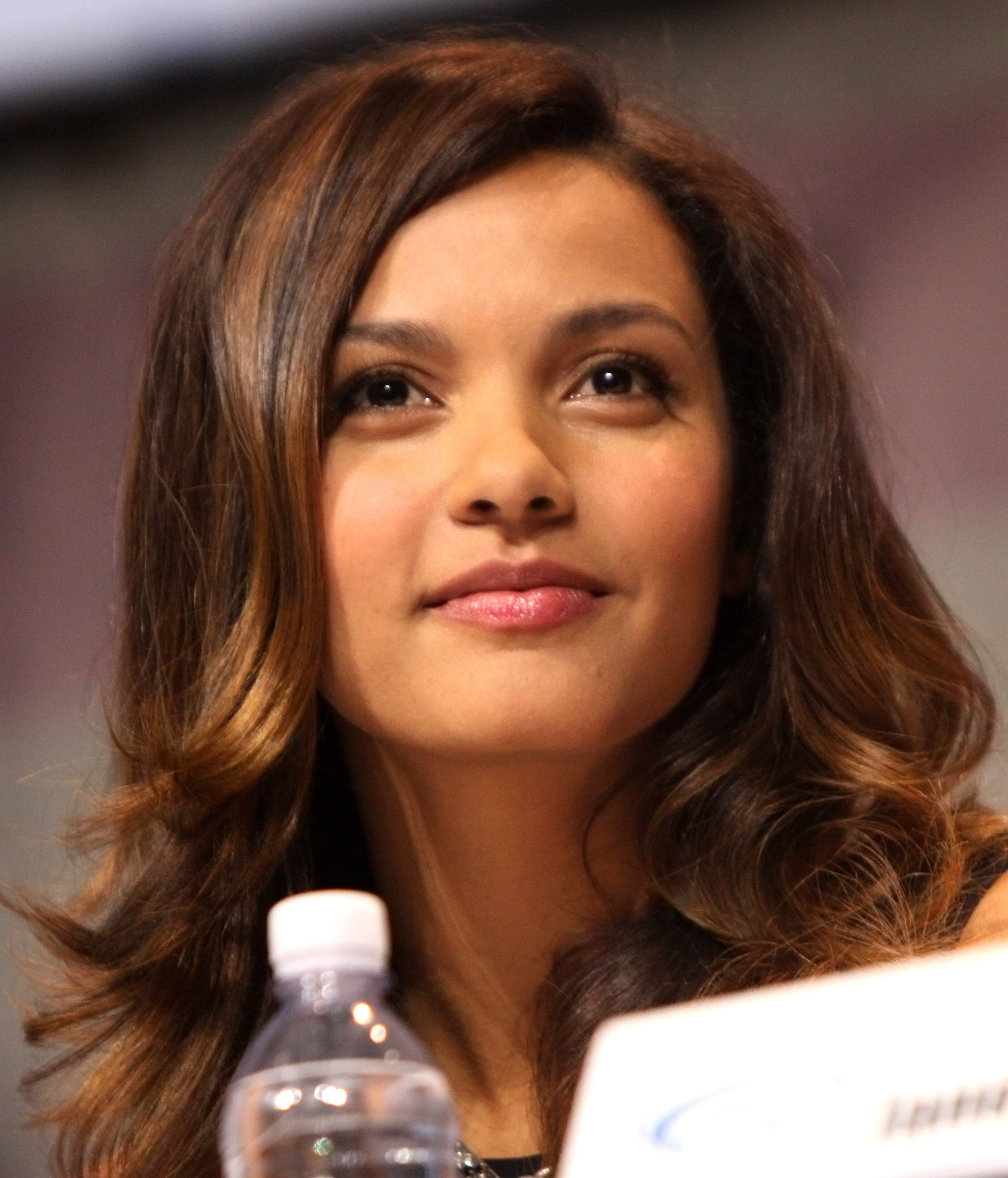
Jessica Lucas (* 1985)

- 1985: Jessica Lucas, kanadische Schauspielerin
- 1985: Jonatan Soriano, spanischer Fußballspieler
- 1986: Max Lercher, österreichischer Politiker
- 1987: Senzo Meyiwa, südafrikanischer Fußballspieler
- 1988: Kathrin Menzinger, österreichische Tänzerin
- 1989: Kevin Horlacher, deutscher Skispringer
- 1989: Carmen Wegge, deutsche Politikerin, MdB
- 1991: Lorenzo Ebecilio, niederländischer Fußballspieler
- 1991: Nina Gummich, deutsche Schauspielerin
- 1991: Julia Krombach, deutsche Schauspielerin
- 1991: Oriol Romeu, spanischer Fußballspieler
- 1993: Ahmed Sassi, tunesischer Fußballspieler
- 1993: Kevin Ceccon, italienischer Automobilrennfahrer
- 1997: Eleonora Fauner, italienische Biathletin
- 1997: Tatsuki Suzuki, japanischer Motorradrennfahrer
- 1998: Alexander Wladimirowitsch Dolgow, russischer Fußballspieler
- 1999: Eljif Elmas, nordmazedonischer Fußballspieler
- 2000: Alexandro Bernabei, argentinischer Fußballspieler
- 2000: Wladislaw Kirejew, kasachischer Biathlet

### 21. Jahrhundert
- 2002: Berenice Wicki, Schweizer Snowboarderin

## Gestorben

### Vor dem 16. Jahrhundert
- 0366: Liberius, Papst
- 0765: Tello, Bischof von Chur

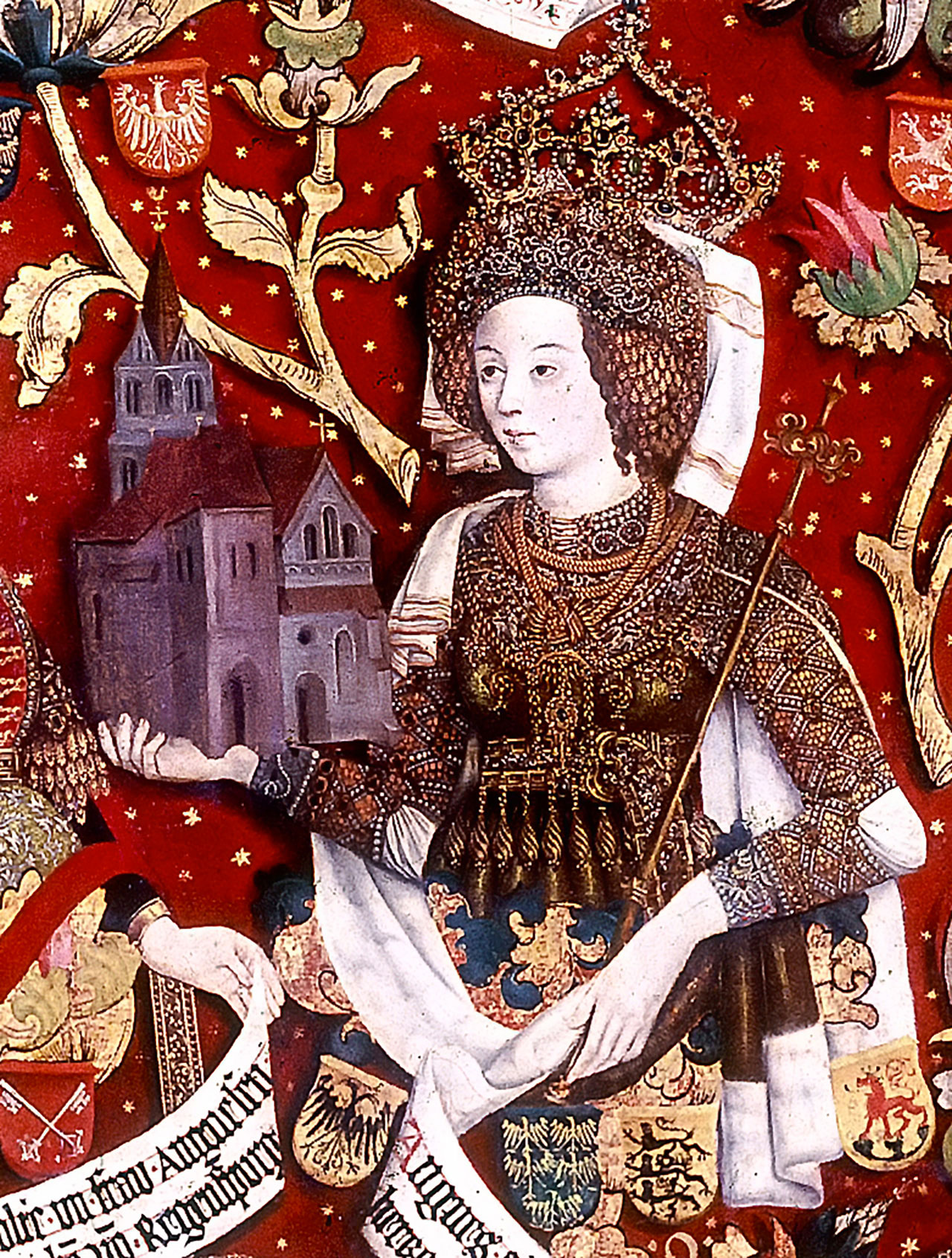
Agnes von Waiblingen († 1143)

- 0768: Pippin der Jüngere, fränkischer König
- 1046: Gerhard, erster Bischof von Csanád
- 1054: Hermann von Reichenau, deutscher Mönch, Historiker, Schriftsteller und Astronom
- 1108: Uto von Kyburg, Abt von St. Blasien
- 1120: Welf V., Herzog von Bayern
- 1143: Innozenz II., Papst
- 1143: Agnes von Waiblingen, Herzogin von Schwaben und Markgräfin von Österreich
- 1180: Manuel I., byzantinischer Kaiser
- 1202: Pontius Vela von Cabrera, Adeliger im Königreich León
- 1270: Philipp II. von Montfort, Graf von Squillace
- 1275: Humphrey de Bohun, 2. Earl of Hereford, englischer Magnat
- 1305: Walter Winterburn, Kardinal der katholischen Kirche
- 1333: Louis de Beaumont, Bischof von Durham
- 1405: Prokop von Mähren, „jüngerer“ Markgraf von Mähren
- 1432: Jean de Bertrand, Bischof von Genf, Erzbischof von Tarentaise
- 1438: Jacques II. de Bourbon, französischer Adliger, Graf von La Marche und Castres
- 1464: John Clinton, 5. Baron Clinton, englischer Adliger
- 1498: Cristoforo Landino, Florentiner Humanist, Dichter, Literaturtheoretiker, Philosoph und Übersetzer

### 16./17. Jahrhundert

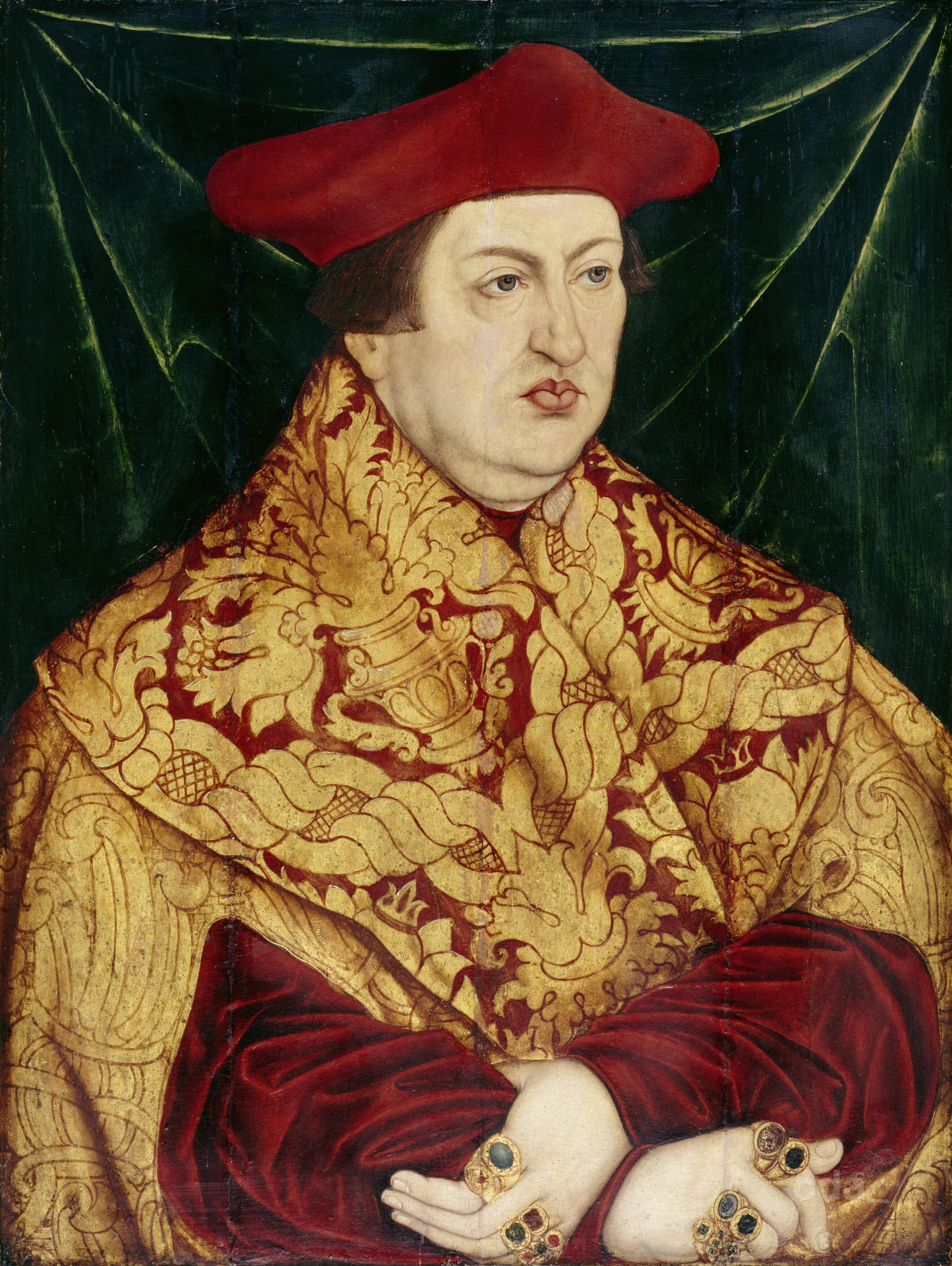
Albrecht von Brandenburg († 1545)

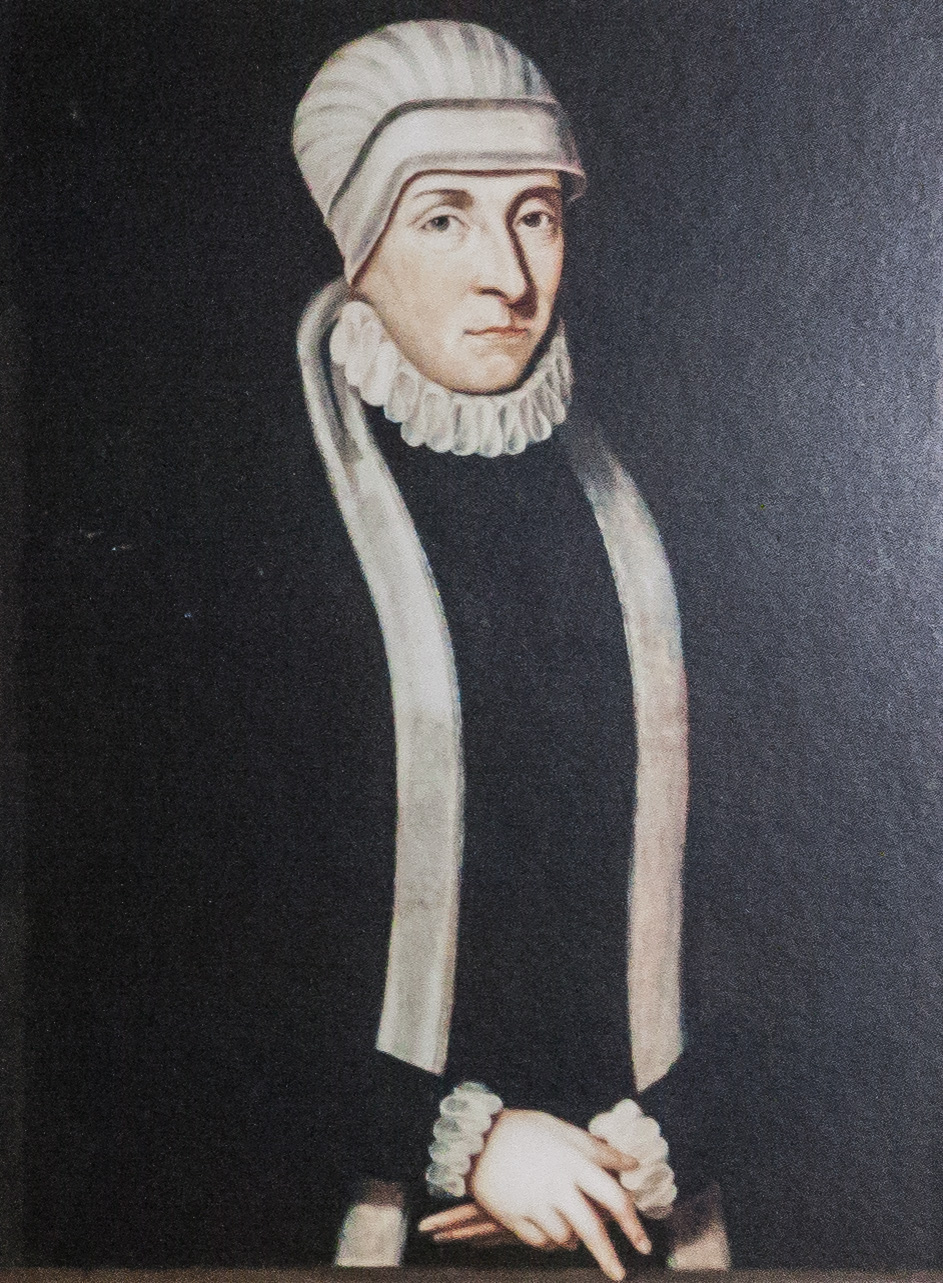
Anna von Oldenburg († 1575)

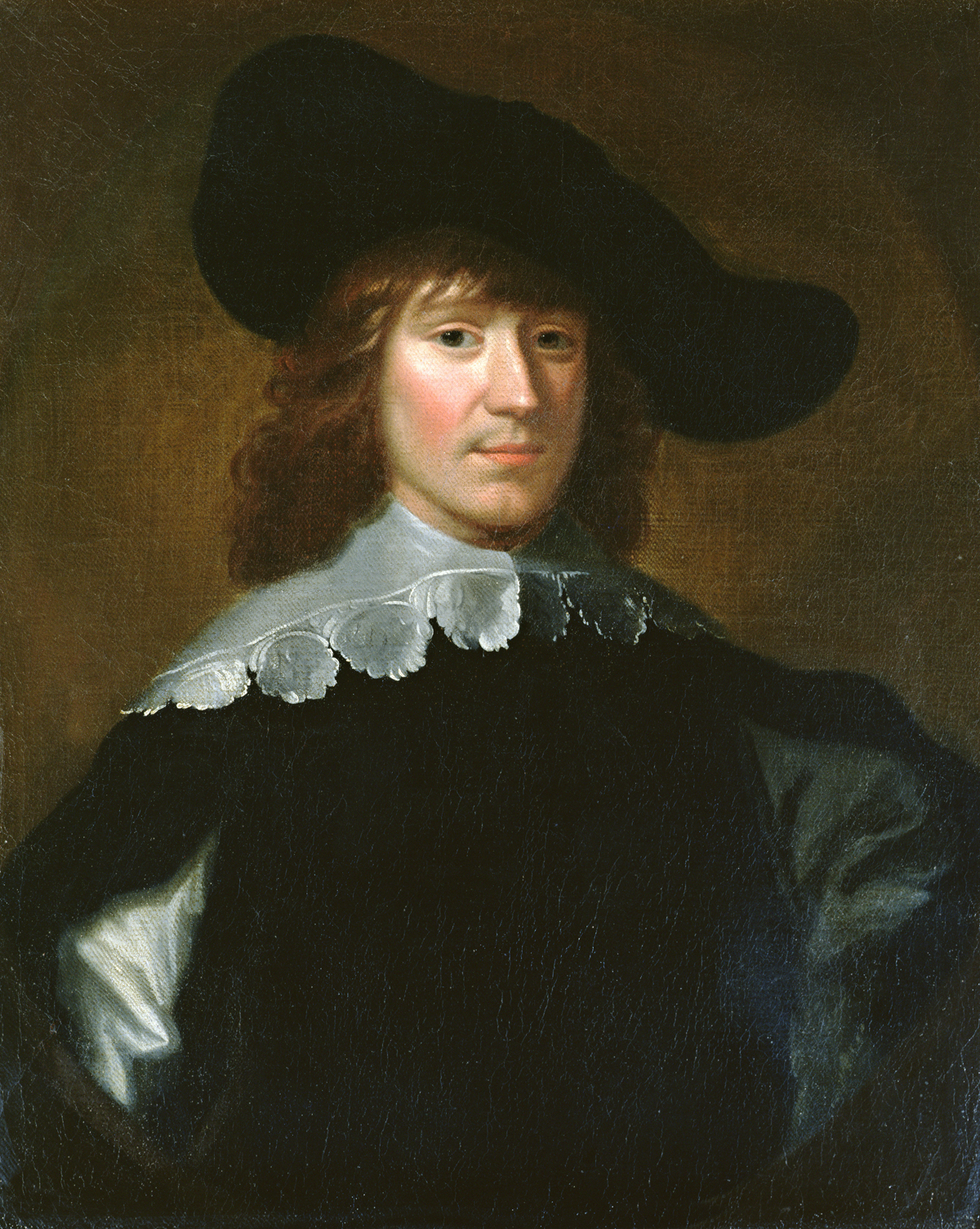
William Lawes († 1645)

- 1505: Barbara Schwab, Opfer der Hexenverfolgung im Markgraftum Brandenburg-Ansbach
- 1517: Friedrich IV. von Baden, deutscher römisch-katholischer Geistlicher; Bischof von Utrecht
- 1537: Eberhard Ovelacker, deutscher Landsknechtsführer während der Grafenfehde
- 1537: Jürgen Wullenwever, Bürgermeister der Hansestadt Lübeck
- 1540: Enno II., Graf von Ostfriesland
- 1541: Paracelsus, deutschsprachiger Arzt
- 1545: Albrecht von Brandenburg, Erzbischof von Magdeburg und Kurfürst von Mainz
- 1559: Maria de Bohorques, spanische evangelische Märtyrerin
- 1570: Gideon Ehrlich von Ehrnfeldt, Hauptmann der Herrschaften Friedland und Reichenberg
- 1572: Túpac Amaru, letzter Herrscher des Inkareiches
- 1575: Anna von Oldenburg, deutsche Adlige
- 1584: Adam Siber, deutscher Humanist und Pädagoge
- 1605: Manuel Mendes, portugiesischer Komponist
- 1621: Jan Karol Chodkiewicz, litauischer Feldherr
- 1630: Karl Günther, Regent von Schwarzburg-Rudolstadt
- 1638: Georg Friedrich, Markgraf von Baden-Durlach
- 1645: William Lawes, englischer Komponist und Musiker
- 1646: Duarte Lobo, portugiesischer Komponist
- 1650: Charles de Valois, duc d’Angoulême, Herzog von Auvergne und Herzog von Angoulême
- 1651: Étienne Pascal, französischer Anwalt, Verwaltungsbeamter und Mathematiker, Vater von Blaise Pascal
- 1655: Friedrich, Landgraf von Hessen-Eschwege
- 1670: Gideon Ehrlich von Ehrnfeldt, böhmischer Adeliger, Herrschaftshauptmann
- 1685: Gustaf Otto Stenbock, schwedischer Reichsadmiral
- 1695: Christian Friedrich Meurer, deutscher Beamter und Jurist
- 1697: Gerhard Bode, deutscher evangelischer Theologe

### 18. Jahrhundert
- 1731: Marx Schokotnigg, österreichischer Bildhauer
- 1732: Reigen, 112. Tennō von Japan
- 1738: Carlo Agostino Badia, italienischer Komponist
- 1742: Johann Matthias Hase, deutscher Mathematiker, Astronom, Kartograph und historischer Geograph
- 1745: Johann Heinrich Fäsi, Schweizer evangelischer Geistlicher

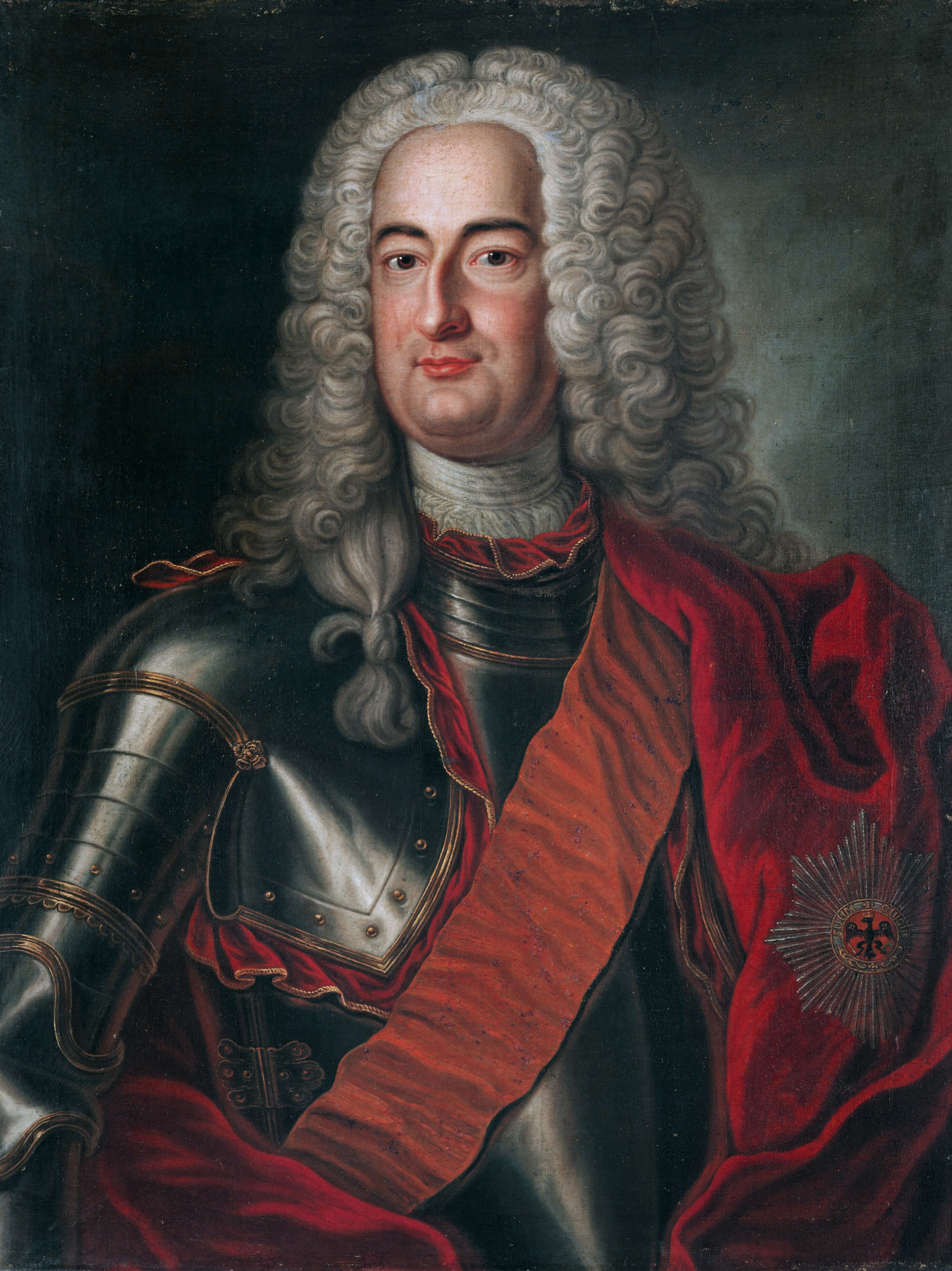
Albrecht Wolfgang († 1748)

- 1748: Albrecht Wolfgang, Militär und Heerführer, Landesherr von Schaumburg-Lippe
- 1753: Georg Gebel, deutscher Komponist
- 1757: Aaron Burr, Sr., amerikanischer presbyterianischer Geistlicher, Präsident des College of New Jersey
- 1766: Johann Hencke, österreichischer Orgelbauer
- 1780: Georg August von Wangenheim, braunschweig-lüneburgischer General
- 1783: Mathäus Funk, Schweizer Kunsttischler (Ebenist)
- 1789: Johann Nikolaus Seip, deutscher lutherischer Theologe
- 1793: Alexander Trippel, deutscher Bildhauer
- 1794: Edvard Storm, norwegischer Lyriker und Pädagoge

### 19. Jahrhundert

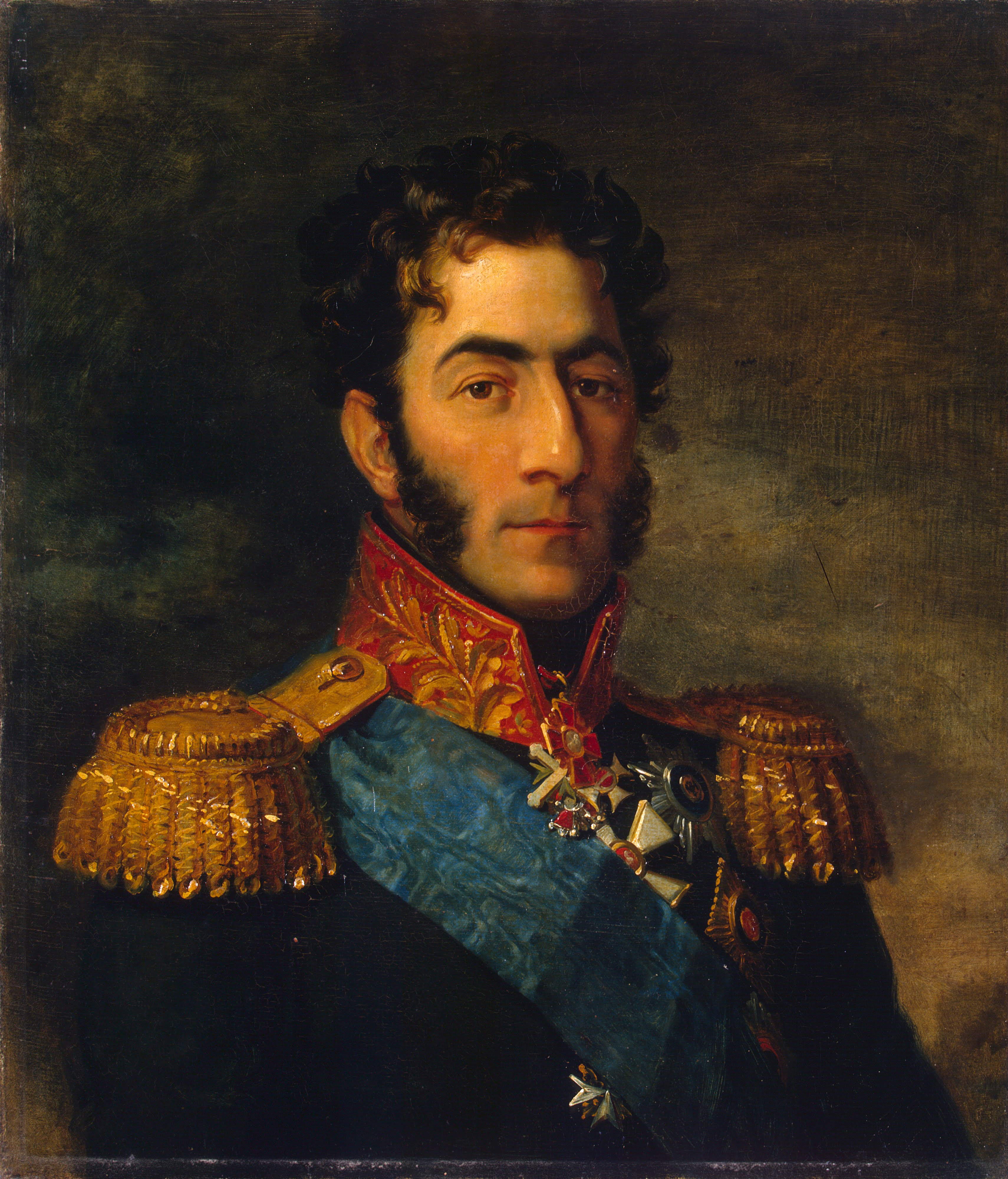
Pjotr Bagration († 1812)

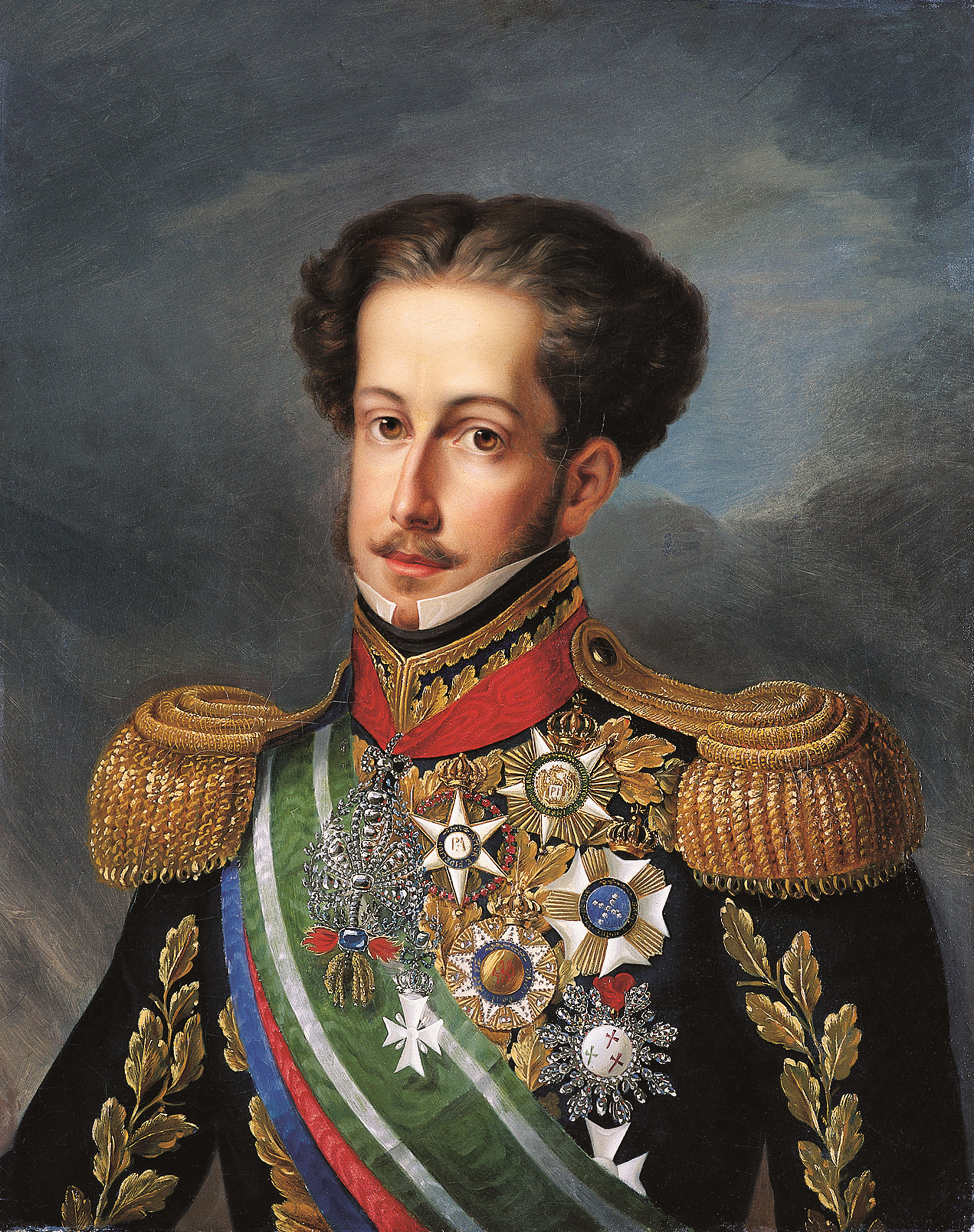
Peter I.(† 1834)

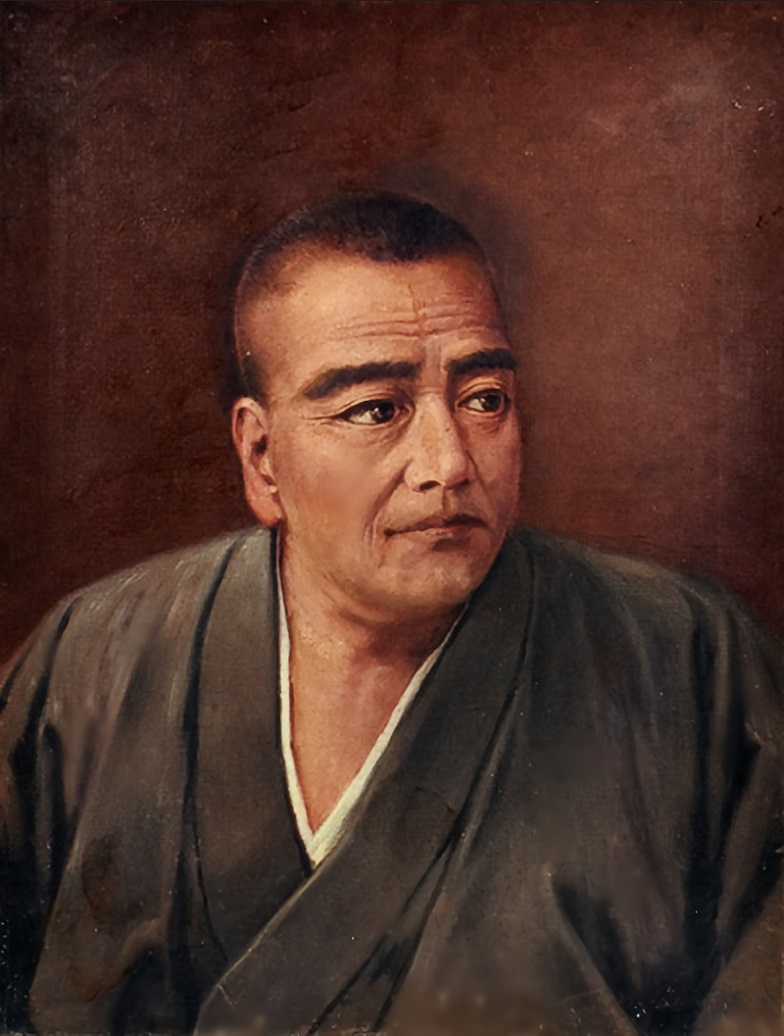
Saigō Takamori († 1877)

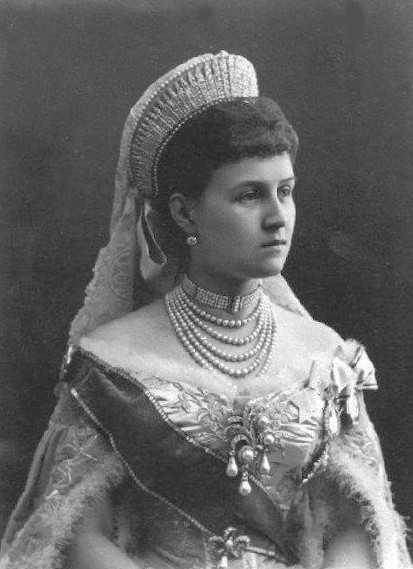
Alexandra von Griechenland und Dänemark († 1891)

- 1802: Alexander Nikolajewitsch Radischtschew, russischer Philosoph und Schriftsteller
- 1809: Johann Sebastian von Clais, deutsch-schweizerischer Uhrmacher, Erfinder und Unternehmer
- 1809: August Ludwig Hülsen, deutscher Philosoph der Frühromantik
- 1812: Pjotr Iwanowitsch Bagration, russischer General und Feldherr
- 1812: Franz von Minucci, bayerischer Generalmajor
- 1812: Friedrich Karl August, Fürst von Waldeck
- 1813: André-Ernest-Modeste Grétry, französischer Komponist
- 1822: Achille Etna Michallon, französischer Landschaftsmaler
- 1823: Johann Baptist Andres, deutscher Historiker, Theologe, Philosoph und Kirchenrechtler
- 1826: Friedrich Haberkorn, deutscher Sänger, Schauspieler und Theaterdirektor
- 1833: John Wilson Campbell, US-amerikanischer Richter und Politiker, Mitglied des Repräsentantenhauses für Ohio
- 1834: Jonas Galusha, US-amerikanischer Politiker, Jurist und Gouverneur von Vermont
- 1834: Peter I., Kaiser von Brasilien und König von Portugal
- 1835: John Pitt, 2. Earl of Chatham, britischer Offizier und Politiker
- 1838: Friedrich Berr, deutscher Klarinettist, Fagottist und Komponist
- 1841: Karl Stülpner, erzgebirgischer Volksheld
- 1844: Karl Friedrich Kielmeyer, deutscher Mediziner, Naturforscher, Chemiker und theoretischer Biologe
- 1852: Francisco Javier Castaños, spanischer Herzog und General
- 1856: John Marsh, US-amerikanischer Pionier
- 1862: Abba Bagibo, König von Limmu-Ennarea
- 1862: Anton Martin Slomšek, slowenischer Geistlicher, Schriftsteller und Dichter
- 1863: Ida Arenhold, Mitbegründerin und erste Vorsteherin des Krankenhauses Friederikenstift in Hannover
- 1863: Gregor Rihar, slowenischer Komponist
- 1868: Louis François Antoine Curtat, Schweizer evangelischer Geistlicher, Hochschullehrer und Politiker
- 1877: Saigō Takamori, japanischer Samurai
- 1881: Heinrich Ludolf Ahrens, deutscher klassischer Philologe
- 1881: Camille Durutte, französischer Musiktheoretiker und Komponist
- 1889: Daniel Harvey Hill, US-amerikanischer Offizier und General der Konföderierten im Sezessionskrieg
- 1890: Hermann Grieben, deutscher Journalist und Dichter
- 1891ː Alexandra von Griechenland und Dänemark, durch Heirat Großfürstin von Russland aus dem Haus Romanow-Holstein-Gottorp
- 1891ː Marie Wilt, österreichische Sopranistin der klassischen Musik
- 1892: Patrick Gilmore, US-amerikanischer Komponist und Militärkapellmeister
- 1895: Heinrich Adolf von Bardeleben, deutscher Mediziner
- 1895: Hermann Hellriegel, deutscher Agrikulturchemiker
- 1896: Louis De Geer, schwedischer Politiker, Schriftsteller und erster Ministerpräsident
- 1898: Nikolai Alexandrowitsch Nowosselski, russischer Unternehmer

### 20. Jahrhundert

#### 1901–1950

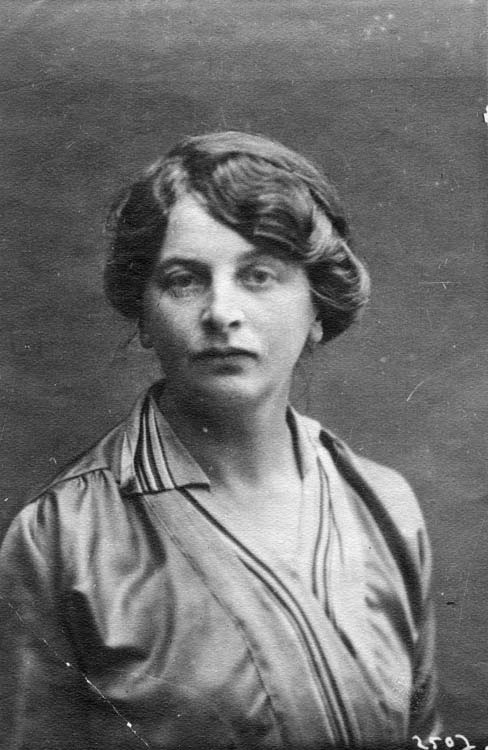
Inessa Armand († 1920)

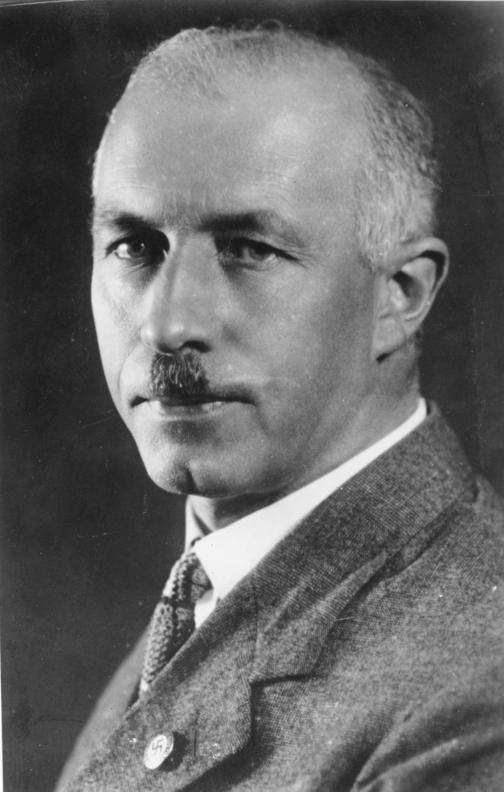
Gottfried Feder († 1941)

- 1904: Niels Ryberg Finsen, dänischer Arzt und Nobelpreisträger
- 1906: Heinrich Scharrer, deutscher Botaniker und Landschaftsarchitekt
- 1907: Carl Aldenhoven, deutscher Kunsthistoriker
- 1909: Max Ihm, deutscher Altphilologe
- 1910: Rudolf Dellinger, tschechisch-deutscher Komponist und Kapellmeister
- 1912: Adolf Marschall von Bieberstein, deutscher Politiker
- 1920: Inessa Armand, russische Revolutionärin
- 1920: Peter Carl Fabergé, russischer Goldschmied und Juwelier
- 1921: Hermann Boßdorf, deutscher Schriftsteller
- 1924: Manuel José Estrada Cabrera, Präsident von Guatemala
- 1930: Otto Mueller, deutscher Maler des Expressionismus
- 1932: Clive Dunfee, britischer Autorennfahrer
- 1938: Joe Ball, US-amerikanischer Serienmörder (The Alligator Man)
- 1939: Carl Laemmle, deutsch-US-amerikanischer Filmproduzent
- 1941: Gottfried Feder, deutscher Politiker
- 1942: Bruno Ablaß, deutscher Rechtsanwalt, Notar und Politiker, MdR
- 1942ː Dinah Kohnstamm, niederländische Künstlerin, Opfer der Shoa
- 1942: Julius Moses, deutscher Arzt und sozialdemokratischer Abgeordneter des Reichstages
- 1944: Arthur Vincent Green, australischer Bischof von Grafton und Armindale
- 1945: Hans Geiger, deutscher Physiker
- 1950: Rudolf Grashey, deutscher Radiologe und Arzt
- 1950: Humphrey Jennings, britischer Dokumentarfilmer
- 1950: Harriet Walter, britische Schauspielerin

#### 1951–2000
- 1952: Norbert Wallez, belgischer Priester und Journalist
- 1953: Berthold Viertel, österreichischer Regisseur
- 1954: Leona May Peirce, amerikanische Mathematikerin
- 1957: Jakob Pazeller, österreichischer Komponist und Dirigent
- 1960: Mátyás Seiber, ungarisch-britischer Komponist
- 1960: Johnny Thomson, US-amerikanischer Autorennfahrer
- 1962: Maximilian Josef Auer, österreichischer Musikwissenschaftler
- 1963: Walter Menzel, deutscher Politiker
- 1964: Gerhard Ahnfeldt, deutscher Zeichner und Maler

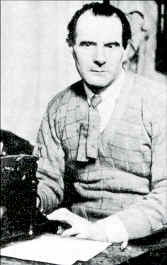
Seán O’Casey († 1964)

- 1964: Seán O’Casey, irischer Freiheitskämpfer und Dramatiker
- 1965: Stu Clancy, US-amerikanischer American-Football-Spieler
- 1965: Lawrence Winters, US-amerikanischer Opernsänger
- 1966: Heinrich Clausen, deutscher Kommunalpolitiker, Buchhändler, Verleger, Fotograf und Gastronom
- 1967: Robert van Gulik, niederländischer Krimi-Schriftsteller
- 1967: Isaac H. Mayer, US-amerikanischer Jurist
- 1969: Rodolfo Biagi, argentinischer Tangomusiker
- 1969: Warren McCulloch, US-amerikanischer Neurophysiologe und Kybernetiker
- 1970: Émile Gour, kanadischer Sänger und Chorleiter
- 1971: Carl Bellingrodt, deutscher Eisenbahnfotograf, Mitbegründer des Bundesverbands Deutscher Eisenbahn-Freunde
- 1972: Adriaan Daniël Fokker (Pseudonym Arie de Klein), niederländischer Physiker, Musiker und Komponist
- 1973: Jack Arbour, kanadischer Eishockeyspieler und -trainer
- 1973: Werner Pfirter, Schweizer Motorradrennfahrer
- 1974: Hans-Joachim Fricke, deutscher Politiker
- 1974: Konrad Pöhner, deutscher Unternehmer, Funktionär und Politiker, MdL, Landesminister
- 1975: Elisabeth Castonier, deutsche Schriftstellerin
- 1976: Gilbert Auvergne, französischer Sprinter und Fußballspieler
- 1976: Wilhelm Kamlah, deutscher Musikwissenschaftler, Theologe und Philosoph
- 1977: Otto Winkelmann, deutscher General der Polizei und der Waffen-SS, Täter des Holocaust
- 1978: Hasso von Manteuffel, deutscher General und Politiker, MdB

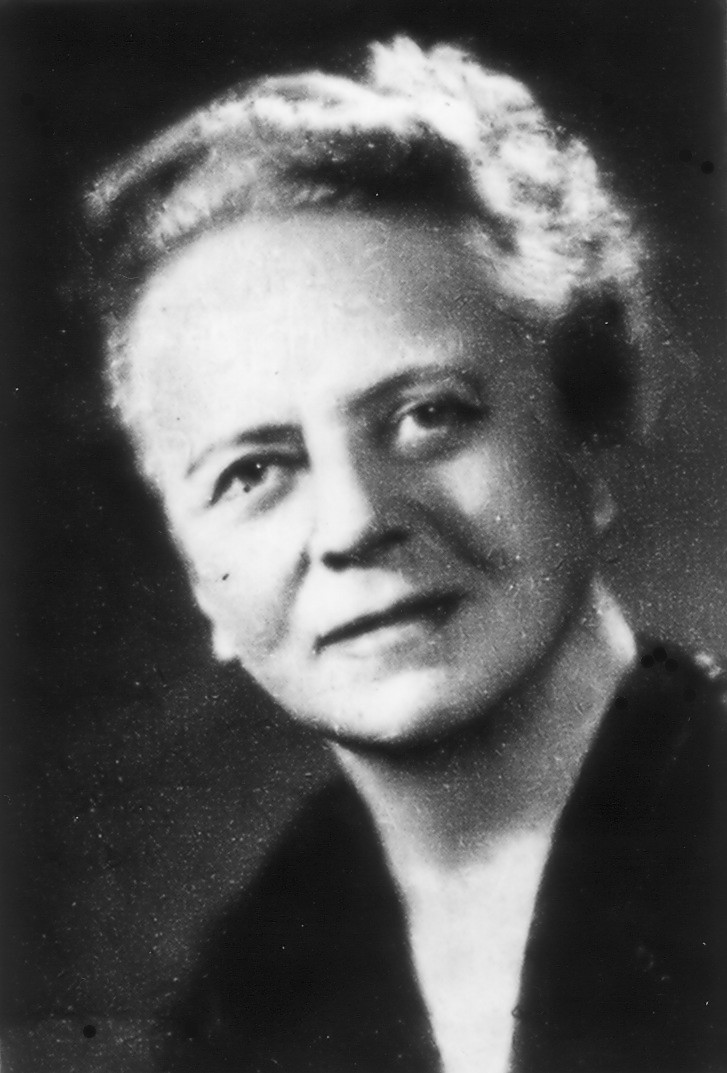
Ida Noddack († 1978)

- 1978: Ida Noddack, deutsche Chemikerin
- 1979: Michelangelo Abbado, italienischer Violinist, Dirigent und Musikpädagoge
- 1984: Domenico De’ Paoli, italienischer Musikwissenschaftler, Musikkritiker und Komponist
- 1987: Carl Gielen, deutscher römisch-katholischer Priester und Kölner Dompropst
- 1988: Aziz Atiya, ägyptischer Koptologe und Historiker
- 1990: Charles Wolf, französischer Autorennfahrer
- 1992: Wolfgang Schulz, deutscher Liedermacher, Komponist und Musikproduzent (Schobert und Black)
- 1993: Ian Stuart Donaldson, britischer Sänger und Neonazi, Gründer von Blood and Honour
- 1994: Ruth Niehaus, deutsche Regisseurin, Theater- und Filmschauspielerin
- 1994: Otto F. Walter, Schweizer Schriftsteller
- 1995: Elizabeth A. H. Green, US-amerikanische Musikpädagogin, Dirigentin und Komponistin
- 1998: Genrich Saulowitsch Altschuller, russischer Ingenieur und Wissenschaftler
- 1998: José Mangual, puerto-ricanischer Perkussionist
- 2000: Basil Bernstein, britischer Soziologe

### 21. Jahrhundert
- 2003: Ernest Stoeffler, deutsch-amerikanischer methodistischer Theologe
- 2004: Raúl Iglesias, kubanischer Pianist und Musikpädagoge
- 2004: Raja Ramanna, indischer Atomwissenschaftler

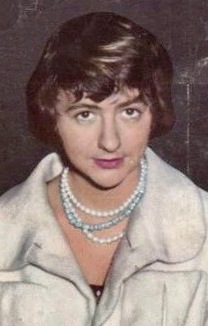
Françoise Sagan († 2004)

- 2004: Françoise Sagan, französische Schriftstellerin
- 2005: M. A. C. Otto, deutsche Philosophin
- 2006: Sally Gray, britische Filmschauspielerin
- 2006: Aladár Pege, ungarischer Jazzkontrabassist
- 2006: Winfried Schlepphorst, deutscher Musikwissenschaftler, Organist und Orgeldenkmalpfleger
- 2006: Thomas Stewart, US-amerikanischer Opernsänger
- 2007: Helga Anton, deutsche Beterin und Autorin
- 2008: Bengt Anderberg, schwedischer Übersetzer und Schriftsteller
- 2008: Ruslan Bekmirsajewitsch Jamadajew, tschetschenischer Politiker
- 2008: Helmut Walbert, deutscher Schriftsteller, Kinderbuch- und Hörspielautor
- 2009: Nelly Arcan, kanadische Schriftstellerin
- 2009: Susan Atkins, US-amerikanische Mörderin, Mitglied der Manson Family
- 2010: Gennadi Iwanowitsch Janajew, sowjetischer Politiker
- 2010: Oswalt Kolle, deutsch-niederländischer Journalist, Autor und Filmproduzent
- 2010: Jure Robič, slowenischer Radrennfahrer

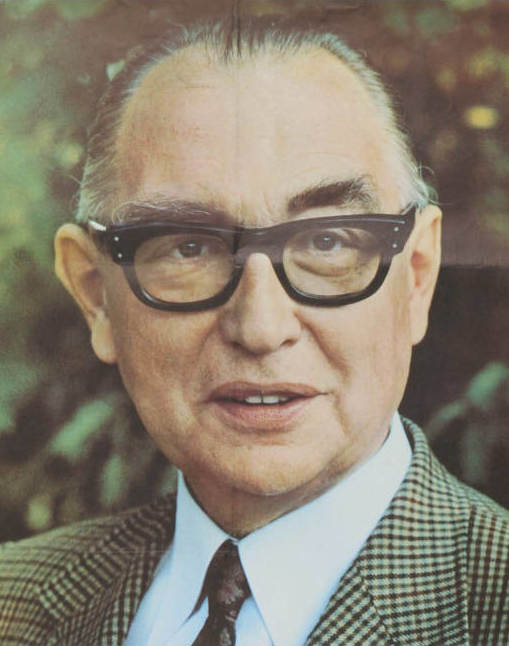
Paul Mikat († 2011)

- 2011: Paul Mikat, deutscher Rechtswissenschaftler und Politiker
- 2012: Johann Grander, österreichischer Unternehmer
- 2013: Pietro Farina, italienischer Bischof
- 2013: Karl Schlemmer, deutscher Theologe
- 2014: Ernst Feuerbaum, deutscher Betriebswirt
- 2014: Sebastian Haag, deutscher Extremskibergsteiger und -skifahrer
- 2014: Madis Kõiv, estnischer Schriftsteller, Physiker und Philosoph
- 2015: Beatrix Mesmer, Schweizer Historikerin
- 2015: Ellis Kaut, deutsche Kinderbuchautorin
- 2016: Christoph Albrecht, deutscher Organist, Dirigent, Komponist und Liturgiewissenschaftler
- 2016: Wenche Lowzow, norwegische Politikerin
- 2016: Oles Serhijenko, sowjetischer Dissident und ukrainischer Politiker

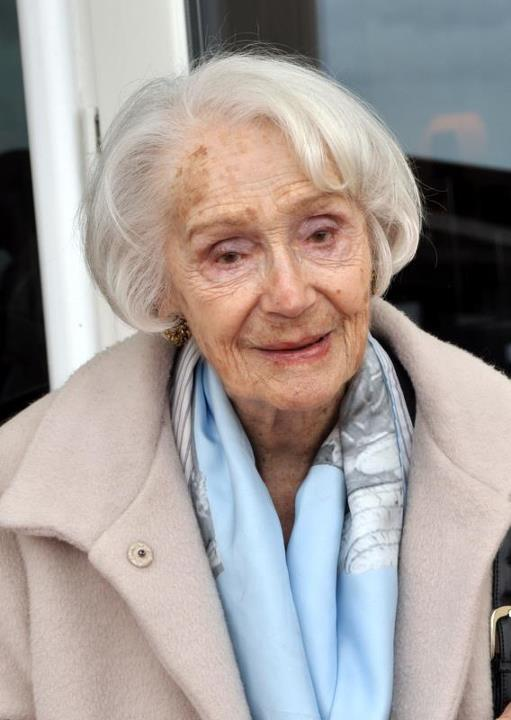
Gisèle Casadesus († 2017)

- 2017: Gisèle Casadesus, französische Schauspielerin
- 2017: Kito Lorenc, sorbischer Lyriker und Dramatiker
- 2017: Ulrike von Möllendorff, deutsche Journalistin

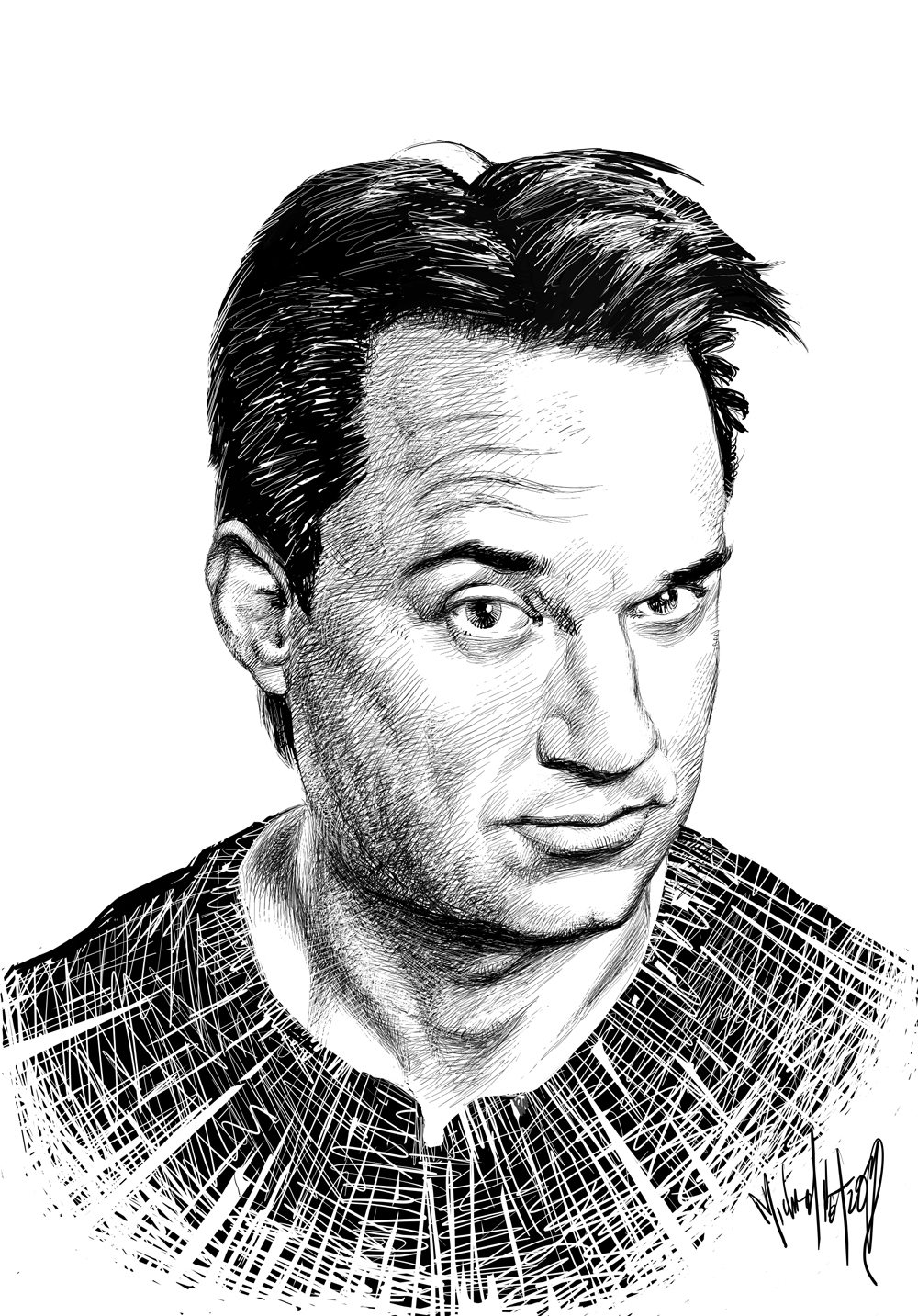
Norm Breyfogle († 2018)

- 2018: Norm Breyfogle, US-amerikanischer Comiczeichner
- 2018: Tommy McDonald, US-amerikanischer American-Football-Spieler
- 2019: Alexander Groß, deutscher Pädagoge
- 2019: Herwig Zens, österreichischer Maler und Kunstpädagoge
- 2020: John Joseph Myers, US-amerikanischer Erzbischof
- 2020: Hans Salomon, österreichischer Jazzmusiker, Bandmanager und Komponist
- 2021: Ma'huno Bulerek Karathayano, osttimoresischer Unabhängigkeitskämpfer
- 2021: Grey Ruthven, 2. Earl of Gowrie, britischer Politiker
- 2022: Pharoah Sanders, US-amerikanischer Jazzmusiker
- 2022: Sali Shijaku, albanischer Maler
- 2023: Peter Meis, deutscher evangelischer Theologe

## Feier- und Gedenktage
- Kirchliche Gedenktage
  - Hl. Hermann von Reichenau, Abt auf der Reichenau und Gelehrter (evangelisch, römisch-katholisch)
  - Hl. Gerhard, langobardischer Adeliger, Bischof und Schutzpatron (römisch-katholisch)
  - Hl. Rupert von Salzburg, deutscher Bischof und Schutzpatron (römisch-katholisch)
  - Hl. Virgil von Salzburg, irischer Adeliger, Missionar und Bischof (römisch-katholisch: nur im deutschen Kalender)
- Namenstage
  - Gerhard, Mercedes, Rupert
- Staatliche Feier- und Gedenktage
  - Guinea-Bissau: Unabhängigkeitserklärung von Portugal (1973)

Weitere Einträge enthält die Liste von Gedenk- und Aktionstagen.